# A Family Guy epizódjainak listája (1–15. évad)
Az itt látható epizódlista a Family Guy című amerikai televíziós animációs sorozat első 15 évadjának epizódjait tartalmazza. A 16. évadtól az ismertetést A Family Guy epizódjainak listája (16. évadtól) szócikk tartalmazza.
A következő epizódlista a FOX televíziócsatorna Family Guy című rajzfilmjéhez kapcsolódik. Az első részt 1999. január 31-jén mutatták be, és eredetileg 2002. február 14-én tervezték volna az utolsó rész premierjét. A DVD-eladások és a rajongók szeretete azonban további részeket igényelt, melyek 2005. május 1-jétől kerültek vetítésre. Jelenleg tizenhat évad kapható DVD-n. Ezenkívül egy egész estés film is elkészült, plusz egy spin-off, az Up Late with Stewie & Brian.
Magyarországon 2008. október 1-jén mutatta be az első 6 évadot a Comedy Central. Az első bemutatáskor az első három évadot az eredeti bemutatási sorrendtől eltérően a gyártási kódok sorrendjében kerültek vetítésre. Az ismétlések alkalmával már az eredeti sorrendben történt a vetítés, azonban az évadhatárok máshova kerültek, így a csatorna által alkalmazott évad és epizód számok külön feltüntetésre kerültek. Eddig 22 évad jelent meg magyarul.

## Évadáttekintés
| Évad | Évad | Részek száma | Eredeti sugárzás     | Eredeti sugárzás   | Eredeti adó         | Magyar sugárzás     | Magyar sugárzás   | Magyar adó |
| Évad | Évad | Részek száma | Évadpremier          | Évadfinálé         | Eredeti adó         | Évadpremier         | Évadfinálé        | Magyar adó |
| ---- | ---- | ------------ | -------------------- | ------------------ | ------------------- | ------------------- | ----------------- | ---------- |
|      | 1    | 7            | 1999. január 31.     | 1999. május 16.    |                     | 2008. október 1.    | 2008. október 13. |            |
|      | 2    | 21           | 1999. szeptember 23. | 2000. augusztus 1. | 2008. október 14.   | 2008. november 20.  |                   |            |
|      | 3    | 22           | 2001. július 11.     | 2003. november 9.  | 2008. október 30.   | 2009. február 25.   |                   |            |
|      | 4    | 30           | 2005. május 1.       | 2006. május 21.    | 2009. február 26.   | 2009. április 27.   |                   |            |
|      | 5    | 18           | 2006. szeptember 10. | 2007. május 20.    | 2009. április 28.   | 2009. május 27.     |                   |            |
|      | 6    | 12           | 2007. szeptember 23. | 2008. május 4.     | 2009. május 28.     | 2009. június 22.    |                   |            |
|      | 7    | 16           | 2008. szeptember 28. | 2009. május 17.    | 2010. április 1.    | 2010. április 28.   |                   |            |
|      | 8    | 21           | 2009. szeptember 27. | 2010. június 20.   | 2010. október 5.    | 2011. március 1.    |                   |            |
|      | 9    | 18           | 2010. szeptember 26. | 2011. május 22.    | 2011. november 1.   | 2012. január 10.    |                   |            |
|      | 10   | 23           | 2011. szeptember 25. | 2012. május 20.    | 2014. április 1.    | 2014. június 17.    |                   |            |
|      | 11   | 22           | 2012. szeptember 30. | 2013. május 19.    | 2014. szeptember 9. | 2014. november 20.  |                   |            |
|      | 12   | 21           | 2013. szeptember 29. | 2014. május 18.    | 2014. december 2.   | 2015. február 12.   |                   |            |
|      | 13   | 18           | 2014. szeptember 28. | 2015. május 17.    | 2016. április 28.   | 2016. szeptember 1. |                   |            |
|      | 14   | 20           | 2015. szeptember 27. | 2016. május 22.    | 2017. január 12.    | 2017. március 16.   |                   |            |
|      | 15   | 20           | 2016. szeptember 25. | 2017. május 21.    | 2018. január 11.    | 2018. május 10.     |                   |            |

## 1. évad (1999)
| Sor. | Év. | Cím                                                        | Rendező                 | Író                            | Premier                            | Nézettség    |
| --- | --- | ---------------------------------------------------------- | ----------------------- | ------------------------------ | ---------------------------------- | ------------ |
| 1. | 1.  | A halál árnyékában (Death Has a Shadow)                    | Peter Shin              | Seth MacFarlane                | 1999. január 31. 2008. október 1.  | 22,00 millió |
| Peter elveszíti az állását, miután egy este túl sokat iszik és emiatt elalszik a munkahelyén. Ám ezt nem vallja be Loisnak, és minden lehetséges forrást felkutat, hogy pénzt szerezzen. Az ebből szerzett pénzt végül Lois nyomására szétosztogatja, a Super Bowl döntőjén.                                                          |     |                                                            |                         |                                |                                    |              |
| 2. | 2.  | Soha nem találkoztam a halottal (I Never Met the Dead Man) | Michael Dante DiMartino | Chris Sheridan                 | 1999. április 11. 2008. október 2. | 14,50 millió |
| Miközben Meget tanítja vezetni, Peter nekihajt a városi TV-antennának, ami miatt az egész városban nincs TV. Eleinte teljesen megőrül TV nélkül, de aztán felfedezi a természet szépségeit. Eközben Stewie azon van, hogy elpusztítsa a brokkolit egy időjárás-manipulátor segítségével.                                              |     |                                                            |                         |                                |                                    |              |
| 3. | 3.  | Chitty Chitty halálcsattanás (Chitty Chitty Death Bang)    | Dominic Polcino         | Danny Smith                    | 1999. április 18. 2008. október 7. | 13,78 millió |
| Stewie 1. születésnapját egy drága helyen akarták megünnepelni, de Peter elrontja a rendelést. Stewie eközben azon van, hogy a titokzatos fehér ruhás emberrel végezzen, aki a világra segítette őt. Meg nem vesz részt a bulin, inkább újdonsült barátaival találkozik, akikről hamarosan kiderül, hogy egy öngyilkos szekta tagjai. |     |                                                            |                         |                                |                                    |              |
| 4. | 4.  | Gyilkos gondolat (Mind Over Murder)                        | Roy Allen Smith         | Neil Goldman & Garrett Donovan | 1999. április 25. 2008. október 6. | 11,69 millió |
| Peter megüt egy terhes nőt Chris focimeccsén, ezért házi őrizetre ítélik. Hogy ne unatkozzon, egy kocsmát rendez be a pincében. Loisnak eleinte nem tetszik az ötlet, aztán minden este ott énekel, a férfiak legnagyobb örömére. Stewie egy időgépet épít, hogy elkerülje saját fogzását.                                            |     |                                                            |                         |                                |                                    |              |
| 5. | 5.  | Egy hős a szomszédból (A Hero Sits Next Door)              | Monte Young             | Mike Barker & Matt Weitzman    | 1999. május 2. 2008. október 8.    | 12,61 millió |
| Joe Swanson és családja a szomszédba költöznek. Bár Peter eleinte utálja, kénytelen meghívni a baseball-csapatba, miután rájön, hogy tehetséges játékos - a kerekesszéke ellenére is. Csakhogy a nyertes meccs után Joe lesz a hős, és Peter is kitalálja, mit kell tennie, hogy felnézzenek rá.                                      |     |                                                            |                         |                                |                                    |              |
| 6. | 6.  | A fiú csak rajzol (The Son Also Draws)                     | Neil Affleck            | Ricky Blitt                    | 1999. május 9. 2008. október 9.    | 11,20 millió |
| Miután Christ kiteszik a cserkészcsapatból, Peter úgy dönt, hogy az egész családdal New Yorkba megy, hogy visszavegyék. Ám útközben megállnak egy indián kaszinónál, ahol eljátsszák a kocsit. Peter indiánnak adja ki magát, hogy visszaszerezhesse.                                                                                 |     |                                                            |                         |                                |                                    |              |
| 7. | 7.  | Brian: egy kutya élete (Brian: Portrait of a Dog)          | Michael Dante DiMartino | Gary Janetti                   | 1999. május 16. 2008. október 13.  | 13,10 millió |
| Brian és Peter összevesznek, mikor Peter egy kutyaversenyen érezteti vele megaláztatottságát. Úgy dönt, hogy otthagyja a Griffin-házat és önálló lesz; de ehelyett csak bajba keveredik. |     |                                                            |                         |                                |                                    |              |

## 2. évad (1999-2000)
| Sor. | Év. | Cím                                                         | Rendező                 | Író                                                                    | Premier                                | Nézettség   |
| --- | --- | ----------------------------------------------------------- | ----------------------- | ---------------------------------------------------------------------- | -------------------------------------- | ----------- |
| 8. | 1.  | Peter, a sznob (Peter, Peter, Caviar Eater)                 | Jeff Myers              | Chris Sheridan                                                         | 1999. szeptember 23. 2008. október 14. | 7,72 millió |
| Lois nénikéje meghal, és egy hatalmas kastélyt hagy a családra. Peter azonban túlságosan is sznobként kezd el viselkedni, és egy aukción 100 millió dollárt ajánl egy régiségért. Már csak az a kérdés, honnan teremti elő a pénzt. |     |                                                             |                         |                                                                        |                                        |             |
| 9. | 2.  | Szent szar (Holy Crap)                                      | Neil Affleck            | Danny Smith                                                            | 1999. szeptember 30. 2008. október 20. | 5,40 millió |
| Peter apját nyugdíjazzák, és a zsémbes, bigott katolikus öreg hozzájuk költözik. A családi konfliktus megoldása érdekében Peter elrabolja az egyetlen embert, aki segíthet rajtuk: a pápát. |     |                                                             |                         |                                                                        |                                        |             |
| 10. | 3.  | A nagy bumm (Da Boom)                                       | Bob Jaques              | Neil Goldman & Garrett Donovan                                         | 1999. december 26. 2008. november 4.   | 9,37 millió |
| Ezt az epizódot a Dallas sorozatból ismert Pamela álmodja. Peter és családja, a szomszédsággal együtt, egy jobb élet reményében vándorolnak az Y2K miatt lebombázott Quahogból a szomszéd városba. Peter azonban itt is királynak képzeli magát. |     |                                                             |                         |                                                                        |                                        |             |
| 11. | 4.  | Brian szerelmes (Brian in Love)                             | Jack Dyer               | Gary Janetti                                                           | 2000. március 7. 2008. október 4.      | 7,33 millió |
| Brian rendszeresen összevizeli a házat, és ezt Stewie-ra keni (akit emiatt WC-használatra tanítanak). Hogy úrrá legyen problémáján, pszichológushoz megy, aki azt tanácsolja, valósítsa meg önmagát. Ám Stewie-nak köszönhetően a gond továbbra is fennmarad, és a doktor szerint ez azért lehet, mert Brian szerelmes.                                                                    |     |                                                             |                         |                                                                        |                                        |             |
| 12. | 5.  | A hőn áhított trófea (Love Thy Trophy)                      | Jack Dyer               | Mike Barker & Matt Weitzman                                            | 2000. március 14. 2008. október 22.    | 6,68 millió |
| A városi parádén a szomszédság nyer egy díszes kupát, csak azt nem tudják eldönteni, hogy kié legyen. Mikor a közszemlére kiállított tárgy eltűnik, a szomszédok egymást vádolják. Időközben Meg egy gyorsétteremben egyedülálló anyának adja ki magát, hogy egy Prada-táskát szerezhessen.                                                                                                |     |                                                             |                         |                                                                        |                                        |             |
| 13. | 6.  | A Halál egy ringyó (Death Is a Bitch)                       | Michael Dante DiMartino | Ricky Blitt                                                            | 2000. március 21. 2008. október 23.    | 6,97 millió |
| Peter halottnak adja ki magát, hogy ne kelljen kifizetnie a kórházi számláját. Ám a Halál tényleg eljön érte. Egy baleset miatt azonban náluk kell pihennie egy darabig, addig is Peter veszi át a helyét. |     |                                                             |                         |                                                                        |                                        |             |
| 14. | 7.  | A király halott (The King Is Dead)                          | Monte Young             | Craig Hoffman                                                          | 2000. március 28. 2008. október 27.    | 6,91 millió |
| Lois megkapja a lehetőséget, hogy megrendezhesse a színtársulattal az Anna és a királyt. Sajnos Peter belekontárkodik a darabba, végül átveszi és saját elképzelései alapján újraírja azt. |     |                                                             |                         |                                                                        |                                        |             |
| 15. | 8.  | Peter vagyok, tudok egy viccet (I Am Peter, Hear Me Roar)   | Monte Young             | Chris Sheridan                                                         | 2000. március 28. 2008. október 29.    | 7,62 millió |
| Miután Peter sorozatosan szexista vicceket süt el a munkahelyén, egy átnevelőtáborba küldik. Onnan azonban már talán túlságosan is nőiesen tér vissza. |     |                                                             |                         |                                                                        |                                        |             |
| 16. | 9.  | Hazug haldoklás (If I'm Dyin', I'm Lyin)                    | Swinton Scott III       | Chris Sheridan                                                         | 2000. április 4. 2008. október 21.     | 6,24 millió |
| Amikor Peter és Chris kedvenc tv-sorozatát leveszik a műsorról, Peter egy alapítványhoz fordul segítségért, azt hazudva, hogy Chris haldoklik egy egzotikus kórban. Mikor kiderülne a turpisság, azt hazudja, hogy isteni hatalmával meggyógyította a fiát. |     |                                                             |                         |                                                                        |                                        |             |
| 17. | 10. | Griffin kontra Griffin (Running Mates)                      | John Holmquist          | Garrett Donovan & Neil Goldman                                         | 2000. április 11. 2008. október 15.    | 6,30 millió |
| Lois indul a gimnáziumi iskolaelnökségi választáson. Legfőbb ellenfele Peter lesz, aki csak azért képes a mocskolódásokig is elmenni, hogy hatalmában álljon visszahelyezni munkakörébe régi kedvenc tanárát. |     |                                                             |                         |                                                                        |                                        |             |
| 18. | 11. | Egy ezer dolláros festmény (A Picture is Worth 1,000 Bucks) | Gavin Dell              | Craig Hoffman                                                          | 2000. április 18. 2008. november 5.    | 6,07 millió |
| Peter amiatt aggódik, hogy halála után senki nem emlékszik majd rá. Mikor azonban rájön, hogy Chris tehetséges festő, elhatározza, hogy rajta keresztül lesz ő is népszerű, New Yorkban. |     |                                                             |                         |                                                                        |                                        |             |
| 19. | 12. | A szégyen tizenöt perce (Fifteen Minutes of Shame)          | Scott Wood              | Steve Callaghan                                                        | 2000. április 25. 2008. november 6.    | 6,62 millió |
| Miután a saját pizsamapartiján megszégyenítik a szülei, Meg egy TV-műsorban panaszkodik viselkedésükről. Peter azonban ott sem marad nyugton, és a TV-sek rájönnek, hogy nagy üzlet lenne abban, ha bekameráznák a lakásukat. |     |                                                             |                         |                                                                        |                                        |             |
| 20. | 13. | Irány Rhode Island (Road to Rhode Island)                   | Dan Povenmire           | Gary Janetti                                                           | 2000. május 30. 2008. november 13.     | 6,47 millió |
| Brian elvállalja, hogy elmegy Stewie-ért vidékre, hogy hazahozza és egyúttal megnézze szülővárosát is. Ám a hazaút sokkal hosszabb, mint hitték volna. Eközben Peter házassági tanácsadó filmeket néz, melyek valójában mind pornóvideók. |     |                                                             |                         |                                                                        |                                        |             |
| 21. | 14. | Apa, vigyél a csúcsra! (Let's Go to the Hop)                | Glen Hill               | Mike Barker & Matt Weitzman                                            | 2000. június 6. 2008. november 3.      | 5,70 millió |
| A hallucinogén anyagot kiváltó békák nyalogatása lesz az új középiskolai divat. Peter, hogy elejét vegye ennek, iskolásként épül be a fiatalok közé. Eközben Meg azon van, hogy elvigye őt valaki a bálba. |     |                                                             |                         |                                                                        |                                        |             |
| 22. | 15. | A pokolba, Janet! (Dammit Janet)                            | Bert Ring               | Mike Barker & Matt Weitzman                                            | 2000. június 13. 2008. november 10.    | 7,34 millió |
| Stewie szerelmes lesz egyik kis óvodástársába. Peter azt javasolja Loisnak, hogy legyen légi utaskísérő. Valójában csak azért teszi, hogy ő ingyen utazhasson. |     |                                                             |                         |                                                                        |                                        |             |
| 23. | 16. | Keress valami Paulie-t! (There's Something About Paulie)    | Monte Young             | Ricky Blitt                                                            | 2000. június 27. 2008. október 16.     | 6,88 millió |
| Peter, hogy megvehessen egy autót, a maffiától kér kölcsön. Ám ők is kérnek egy szívességet: vigye el egyik tagjukat moziba. Össze is barátkoznának, ám Lois nem engedi. Ezért a maffiózó vérdíjat tűz ki a fejére. |     |                                                             |                         |                                                                        |                                        |             |
| 24. | 17. | A dagadt srác, és a jóképű apja (He's Too Sexy for His Fat) | Glen Hill               | Chris Sheridan                                                         | 2000. június 27. 2008. november 11.    | 6,56 millió |
| Chris súlyfelesleggel küzd, és mindenféle diétát kipróbál, hogy segítsen rajta. Peter is kipróbálja a súlyvesztést, de az egyszerűbb módon: zsírleszívást végeztet magán. |     |                                                             |                         |                                                                        |                                        |             |
| 25. | 18. | Petúria (E. Peterbus Unum)                                  | Rob Renzetti            | Neil Goldman & Garrett Donovan                                         | 2000. július 12. 2008. november 17.    | 5,50 millió |
| Miután megtiltják Peternek, hogy medencét építsen a kertjében, úgy dönt, hogy Petúria néven önálló köztársaságot kiált ki a házuk helyén. Ez azonban több problémával is jár... |     |                                                             |                         |                                                                        |                                        |             |
| 26. | 19. | A vezércikk (The Story on Page One)                         | Gavin Dell              | Craig Hoffman                                                          | 2000. július 18. 2008. november 18.    | 5,66 millió |
| Meg cikket ír az iskolai újságba a polgármester korrupt ügyleteiről. Peter ezt nem találja érdekesnek, ezért titokban kicseréli egy olyanra, amiben az áll, hogy Luke Perry meleg. Miután kitör a botrány, ahelyett, hogy helyrehozná hibáját, fényképpel akarja ezt bizonyítani. Közben Stewie bosszankodik a miatt, hogy túl kicsi, ezért egy szerkezettel irányítása alá vonja Chris-t. |     |                                                             |                         |                                                                        |                                        |             |
| 27. | 20. | Részeges tehetség (Wasted Talent)                           | Bert Ring               | Történet:Dave Collard & Ken Goin Tévéjáték:Mike Barker & Matt Weitzman | 2000. július 25. 2008. november 19.    | 6,82 millió |
| Peter nyer egy gyárlátogatást a sörgyárba, ahol rendesen be is rúg. Loisnak ki kellene állnia egy iskolai vetélytársa ellen, ám csak egyvalaki tud jól kísérni hozzá zongorán: Peter, de csak ha részeg. |     |                                                             |                         |                                                                        |                                        |             |
| 28. | 21. | A legjobb apa (Fore, Father)                                | Scott Wood              | Bobby Bowman                                                           | 2000. augusztus 1. 2008. november 20.  | 6,15 millió |
| Peter ráveszi a fiát, hogy járjon golfozni. Ám mikor felfedezi, hogy Cleveland fia sokkal jobb golfos, őt kezdi el támogatni. Chris Quagmire-ben találja meg az apapótlékot. Időközben Stewie oltást kap, ami mellékhatásaként lázas lesz. |     |                                                             |                         |                                                                        |                                        |             |

## 3. évad (2001-2003)
| Sor. | Év. | Cím                                                                                    | Rendező                                           | Író                                                               | Premier                                | Nézettség   |
| --- | --- | -------------------------------------------------------------------------------------- | ------------------------------------------------- | ----------------------------------------------------------------- | -------------------------------------- | ----------- |
| 29. | 1.  | Vékony fehér csík (The Thin White Line)                                                | Glen Hill                                         | Steve Callaghan                                                   | 2001. július 11. 2008. november 24.    | 5,99 millió |
| Brian unalmas életét azzal színesíti, hogy rendőrkutyának áll. Ám időközben drogfüggő lesz, ezért kirúgják a rendőrségtől és elvonóra kerül. Peter azt hiszi, hogy ez egy remek alkalom a nyaralásra és ő is bejut. Mikor kiengedik őket, Brian rájön, hogy valami még hiányzik az életéből és elmegy. |     |                                                                                        |                                                   |                                                                   |                                        |             |
| 30. | 2.  | Brian, a hollywoodi sztár (Brian Does Hollywood)                                       | Gavin Dell                                        | Gary Janetti                                                      | 2001. július 18. 2008. november 27.    | 6,10 millió |
| Az előző epizód folytatása. Brian Hollywoodba megy az unokatestvéréhez, ahol önmegvalósításba kezd. Egy neves filmstúdióhoz beajánlják rendezőnek, ám hamarosan rájön, hogy pornófilmeket kellene készítenie. A Griffin-család elugrik hozzá látogatóba, és titokban akarja előlük tartani állását. |     |                                                                                        |                                                   |                                                                   |                                        |             |
| 31. | 3.  | Mr. Griffin Washingtonba megy (Mr. Griffin Goes to Washington)                         | Ricky Blitt                                       | Ricky Blitt                                                       | 2001. július 25. 2008. november 12.    | 6,17 millió |
| A játékgyárat, ahol Peter dolgozik, megveszi egy dohánygyár. Petert elég ostobának találják arra a feladatra, hogy elhitesse Washingtonban mindenkivel, hogy a dohányzó játékfigurák nem szoktatják rá a gyerekeket a dohányzásra. |     |                                                                                        |                                                   |                                                                   |                                        |             |
| 32. | 4.  | Egy brit, két brit (One If by Clam, Two If by Sea)                                     | Jim Bernstein & Michael Shipley                   | Jim Bernstein & Michael Shipley                                   | 2001. augusztus 1. 2008. november 26.  | 5,82 millió |
| Egy hurrikán söpör végig Quahogon, aminek köszönhetően Peterék kocsmája bezár, és egy brit pub nyílik a helyén. Tulajdonosa pedig éppen Peter szomszédjába költözik be. Lányát Stewie próbálja leszoktatni brit akcentusról. |     |                                                                                        |                                                   |                                                                   |                                        |             |
| 33. | 5.  | És a győztes... (And the Wiener Is...)                                                 | Mike Barker & Matt Weitzman                       | Mike Barker & Matt Weitzman                                       | 2001. augusztus 8. 2008. december 2.   | 5,40 millió |
| Petert zavarja, hogy Chris pénisze sokkal nagyobb az övénél. Hogy férfiasabbá váljon, csatlakozik egy vadásztársasághoz. Eközben Meg lesz mindenki céltáblája az iskolában, és Lois segít neki a bosszúállásban. |     |                                                                                        |                                                   |                                                                   |                                        |             |
| 34. | 6.  | Halálos életek (Death Lives)                                                           | Mike Henry                                        | Mike Henry                                                        | 2001. augusztus 15. 2008. december 1.  | 5,19 millió |
| A házassági évfordulójukon Peter elküldi otthonról Loist, hogy nyugodtan golfozhasson. Ám amikor belecsap a villám, a Halál ismét megjelenik előtte, és arra készteti, hogy változtassa meg az életét. |     |                                                                                        |                                                   |                                                                   |                                        |             |
| 35. | 7.  | Halálos fegyverek (Lethal Weapons)                                                     | Chris Sheridan                                    | Chris Sheridan                                                    | 2001. augusztus 22. 2008. november 25. | 5,92 millió |
| Lois önvédelmet tanul, hogy megvédhesse magát és családját az agresszív turistáktól. Azonban ez nem tetszik senkinek sem a családjából. |     |                                                                                        |                                                   |                                                                   |                                        |             |
| 36. | 8.  | A csók utazik a világon (The Kiss Seen Around the World)                               | Mark Hentemann                                    | Mark Hentemann                                                    | 2001. augusztus 29. 2009. február 5.   | 6,46 millió |
| Meg a tévéseknél jelentkezik munkára, de az általa kiállhatatlan Neil is ott van. Hogy megszabaduljon tőle, szerelmet hazudik neki, amit viszont élő adásban közvetít a TV. Stewie triciklijét elrabolja egy idősebb srác, de ő kegyetlen bosszút áll érte. |     |                                                                                        |                                                   |                                                                   |                                        |             |
| 37. | 9.  | A szombat esti lovag (Mr. Saturday Knight)                                             | Steve Callaghan                                   | Steve Callaghan                                                   | 2001. szeptember 5. 2009. február 10.  | 5,77 millió |
| Peter főnöke a Griffin családdal vacsorázik, mikor váratlanul meghal. A gyár bezár, Peter munka nélkül marad, és ezért nekilát, hogy megvalósítsa régi álmát: lovag legyen. |     |                                                                                        |                                                   |                                                                   |                                        |             |
| 38. | 10. | A partra vetett hal (A Fish Out of Water)                                              | Bert Ring                                         | Alex Borstein & Mike Henry                                        | 2001. szeptember 19. 2009. február 11. | 5,37 millió |
| Az előző epizód folytatása. Mivel még mindig nem talált munkát, Peter úgy dönt, hogy halász lesz. A csónakra való pénzt a banktól szerzi be, ám a bank lefoglalja mindenüket, és csak akkor kaphatják vissza, ha kifizetik a pénzt; ezért Peterék a vérdíjas szörnyeteg, Szuronyszáj üldözésébe kezdenek. Eközben Lois a tavaszi szünetben elviszi a tengerpartra Meget, amit viszont ő maga jobban élvez, mint a lánya.                                                                            |     |                                                                                        |                                                   |                                                                   |                                        |             |
| 39. | 11. | A sperma küldetés (Emission Impossible)                                                | Peter Shin                                        | Dave Collard & Ken Goin                                           | 2001. november 8. 2009. február 4.     | 5,28 millió |
| Miután Lois testvére szült, Peter és Lois elhatározzák, hogy szeretnének még egy gyereket. Stewie megrémül a gondolattól, és mindent megtesz, hogy Peter és Lois ne jöhessenek össze. Végül egy zsugorítógép segítségével összemegy, hogy elpusztítsa az összes spermiumot Peter heréiben. De meggondolja magát, amikor találkozik saját hasonmásával, és segítségével próbál kijutni a testből. |     |                                                                                        |                                                   |                                                                   |                                        |             |
| 40. | 12. | Élni vagy halni a tanyán (To Love and Die in Dixie)                                    | Dan Povenmire                                     | Steve Callaghan                                                   | 2001. november 15. 2009. február 18.   | 5,00 millió |
| A családnak délre kell költöznie, miután Chris bekerül egy tanúvédelmi programba. Ott Stewie beleszeret a bendzsóba és a country zenébe, Meg lesz a legnépszerűbb lány, Peter és Brian pedig a helyi seriffek lesznek, miközben Peter gyakran megküzd egy mosómedvével és még a városiakat is felhergeli. Chris pedig összebarátkozik egy Sam nevű sráccal, akiről kiderül hogy lány, és belezúg Chrisbe. Időközben a bűnöző rájön, hogy Chrisék hova lett, és elindul, hogy bosszút álljon a fiún. |     |                                                                                        |                                                   |                                                                   |                                        |             |
| 41. | 13. | Egy kutyával élni (Screwed the Pooc)                                                   | Pete Michels                                      | Dave Collard & Ken Goin                                           | 2001. november 29. 2009. február 17.   | 4,67 millió |
| A család meglátogatja Lois szüleit, ahol Peter próbál minél jobban kijönni Mr. Pewterschmidttel, de csak azután sikerül, hogy legyőzi pókerben Ted Turner-t. Ám Brian szerelmes lesz Pewterschmidték versenykutyájába, Fuvallatba, ami mindent tönkretesz. Sajnos kiderül, hogy a kutya terhes, és eltiltják Briant Fuvallattól és a kicsiktől. Végül Brian megkaphatja az engedélyt aláthatásukra, de csak akkor, ha kasztráltatja magát.                                                          |     |                                                                                        |                                                   |                                                                   |                                        |             |
| 42. | 14. | Peter Griffin: Férj, apa... testvér? (Peter Griffin: Husband, Father... Brother?)      | Scott Wood                                        | Mike Barker & Matt Weitzman                                       | 2001. december 6. 2009. február 12.    | 4,25 millió |
| Amikor az ír őseiről magyaráz Chrisnek, Peter rájön, hogy fekete felmenője is van. Rádöbben, hogy ez az őse pont Lois felmenőinek volt a rabszolgája, s ezért bosszúra tör. Eközben Stewie arra készül, hogy egy agykontroll-géppel uralma alá hajtsa az embereket, felhasználva az iskolai pompomlány-csapatot. |     |                                                                                        |                                                   |                                                                   |                                        |             |
| 43. | 15. | Felkészülni, vigyázz, gurulj! (Ready, Willing, and Disabled)                           | Andi Klein                                        | Alex Barnow & Marc Firek                                          | 2001. december 20. 2009. február 16.   | 4,69 millió |
| Joe teljesen maga alatt van, amikor nem sikerül elfognia egy menekülő tolvajt. Peter, hogy bátorítsa, benevezi őt egy paralimpiai versenyre. Ám itt sem sikerült túl szép eredményt elérnie, így Peter titokban szteroidokkal kezeli. Mindeközben a gyerekek és Brian huszonhat dolláron veszekednek. |     |                                                                                        |                                                   |                                                                   |                                        |             |
| 44. | 16. | Egy nagyon különleges Griffin karácsony (A Very Special Family Guy Freakin' Christmas) | Brian Hogan                                       | Danny Smith                                                       | 2001. december 21. 2008. október 30.   | 4,53 millió |
| Karácsony van Quahog-ban, és a nagy készülődés teljesen Lois idegeire megy. Stewie játssza a helyi áruházban a kis Jézust, hogy a Télapó előtt jobb színben tűnjön fel. Peter az ünnepek alatt is mindent megtesz, hogy lássa a KISS-karácsony című műsort. |     |                                                                                        |                                                   |                                                                   |                                        |             |
| 45. | 17. | Brian az öregmester (Brian Wallows and Peter's Swallows)                               | Dan Povenmire                                     | Allison Adler                                                     | 2002. január 17. 2009. február 9.      | 5,36 millió |
| Brian közmunkaprogram keretében elvállalja egy öreg, megkeseredett nő gondozását. Miután rájön, hogy valamikor híres énekes volt, Brian elhatározza, hogy felvillanyozza. Peter szakállat növeszt, amiben ritka madarak vernek tanyát. |     |                                                                                        |                                                   |                                                                   |                                        |             |
| 46. | 18. | A borzalomból az őrültségig (From Method to Madness)                                   | Bert Ring                                         | Mike Barker & Matt Weitzman                                       | 2002. január 24. 2009. február 23.     | 5,32 millió |
| Stewie színésznek áll, ahol egy Olivia nevű, híres színészpalántával kerül párba. Kettejüknek óriási sikere lesz, ám hamar elkezdik egymást marni, aminek következtében Olivia kilép, Stewie pedig egyedül a teljes bukás felé tart. Eközben Peterék vendégségbe mennek egy Peter által kimentett férfi családjához, ám amikor kiderül, hogy a család nudista, egyikük sem lelkesedik. Később viszont Meg beleszeret a nudista fiúba.                                                               |     |                                                                                        |                                                   |                                                                   |                                        |             |
| 47. | 19. | Összeragadva örökre (Stuck Together, Torn Apart)                                       | Michael Dante DiMartino                           | Mark Hentemann                                                    | 2002. január 31. 2009. február 19.     | 4,60 millió |
| Lois megelégeli Peter folyamatos féltékenykedését, ezért egy párkapcsolati tanácsadó javaslatára különválnak egy kis időre, hogy más emberekkel ismerkedhessenek meg. Lois ezért elmegy randira Quagmire-rel, Peter pedig Neil Goldmannél húzza meg magát, majd pedig randizni viszi Neil híres rokonát, Jennifer Love Hewitt-et. Közben Stewie egy szupererős ragasztóval véletlenül hozzátapasztja magát Brianhez, és meg kell várniuk, míg megérkezik postán a szétválasztó folyadék.            |     |                                                                                        |                                                   |                                                                   |                                        |             |
| 48. | 20. | Út Európába (Road to Europe)                                                           | Dan Povenmire                                     | Daniel Palladino                                                  | 2002. február 7. 2009. február 25.     | 4,35 millió |
| Stewie megkedveli a Vidám Farm nevű BBC sorozatot, annyira, hogy úgy dönt, elmegy hozzájuk Londonba, és ott fog élni. Brianre hárul a feladat, hogy visszahozza. Peter és Lois KISS-koncertre mennek, és kiderül, hogy Lois semmit sem tud az együttesről. Peter kezdetben nagyon dühös Loisra, amíg ki nem derül, hogy Lois egyszer lefeküdt a Kiss egyik tagjával. |     |                                                                                        |                                                   |                                                                   |                                        |             |
| 49. | 21. | Family Guy a rövidek (Family Guy Viewer Mail #1)                                       | Pete Michels, Scott Wood, Michael Dante DiMartino | Gene Laufenberg, Seth MacFarlane, Michael Shipley & Jim Bernstein | 2002. február 14. 2009. február 24.    | 4,63 millió |
| Brian és Stewie műsorvezetésével mutatnak be a rajongók által javasolt legjobb ötleteket a show készítői. Az egyik epizódban Peternek egy dzsinn teljesíti a kívánságait, melyek közül az utolsó az, hogy ne legyenek csontjai, A második epizódban a Griffin-család radioaktív anyaggal érintkezik, és emiatt szuperképességeik lesznek. A harmadik részben a főszereplők gyerekekként vannak ábrázolva, és mindannyian az óvodába nemrég érkezett Lois kegyeire pályáznak.                        |     |                                                                                        |                                                   |                                                                   |                                        |             |
| 50. | 22. | Ha kívánhatnál magadnak egy saját zsidót (When You Wish Upon a Weinstein)              | Ricky Blitt                                       | Ricky Blitt                                                       | 2003. szeptember 9. 2009. február 25.  | 4,88 millió |
| Peter elkölti a Meg szemüvegalapjában félretett pénzt "vulkánbiztosításra", amire egy szélhámos szedi őt rá. Megtudja, hogy az ismerőseinek zsidó könyvelői vannak, akik többször is segítettek rajtuk, így nagyon megörül, amikor ő is találkozik eggyel. A férfi segít visszaszerezni a pénzt a csalótól, Peternek pedig annyira imponál az életstílusa, hogy elhatározza: Christ is zsidónak neveli.                                                                                             |     |                                                                                        |                                                   |                                                                   |                                        |             |

## 4. évad (2005-2006)
| Sor. | Év. | Cím                                                                                   | Rendező                    | Író                                           | Premier                                | Nézettség    |
| --- | --- | ------------------------------------------------------------------------------------- | -------------------------- | --------------------------------------------- | -------------------------------------- | ------------ |
| 51. | 1.  | Észak-Észak-Quahog (North by North Quahog)                                            | Peter Shin                 | Seth MacFarlane                               | 2005. május 1. 2009. február 26.       | 11,85 millió |
| Az Alfred Hitchcock-féle Észak-Északnyugat című film paródiája. Peter és Lois második mézesheteiket töltenék, amikor Peter összetöri a kocsit. Hogy bejuthasson egy luxushotelba, Mel Gibsonnak adja ki magát. Itt véletlenül rábukkan a Passió folytatásának forgatókönyvére, amit meg akar semmisíteni.                                              |     |                                                                                       |                            |                                               |                                        |              |
| 52. | 2.  | Szerelem a Buddy Cianci Iskolában (Fast Times at Buddy Cianci Jr. High)               | Pete Michels               | Ken Goin                                      | 2005. május 8. 2009. március 2.        | 9,71 millió  |
| Brian helyettes angol tanár lesz, de hamarosan átteszik egy problémás gyerekekkel foglalkozó osztályba. Az őt helyettesítő tanárnő felkelti Chris figyelmét. Még arra is hajlandó, hogy segítsen végezni a tanárnő volt férjével. |     |                                                                                       |                            |                                               |                                        |              |
| 53. | 3.  | Vak ambíciók (Blind Ambition)                                                         | Chuck Klein                | Steve Callaghan                               | 2005. május 15. 2009. március 3.       | 9,21 millió  |
| Miután a barátai számos általuk véghezvitt tettet mesélnek neki, Peter úgy dönt, ő is szeretne véghezvinni valami hősieset: megdönti a legtöbb pénzérmét megevett ember rekordját. Ez azonban a látásába kerül, ráadásul régi ellenfele, az Óriáscsirke is felbukkan, hogy bosszút álljon.                                                             |     |                                                                                       |                            |                                               |                                        |              |
| 54. | 4.  | Ne sminkelj tovább (Don't Make Me Over)                                               | Sarah Frost                | Gene Laufenberg                               | 2005. június 5. 2009. március 4.       | 7,23 millió  |
| Meg vadonatúj sminkkel próbálja növelni a magabiztosságát. Peter ebből meríti az ötletet, hogy alapít egy családi együttest, amellyel meghódíthatja Amerikát. |     |                                                                                       |                            |                                               |                                        |              |
| 55. | 5.  | A Cleveland-Loretta-Quagmire eset (The Cleveland–Loretta Quagmire)                    | James Purdum               | Mike Henry & Patrick Henry                    | 2005. június 12. 2009. március 5.      | 8,35 millió  |
| Cleveland-et Quagmire-rel csalja a felesége, amit Peter és Brian véletlenül felfedez. Miután Loretta el is hagyja őt, Peter tanítja Cleveland-et arra, hogyan fejezze ki az érzelmeit és ne tűnjön olyan unottnak. |     |                                                                                       |                            |                                               |                                        |              |
| 56. | 6.  | Petardált (Petarded)                                                                  | Seth Kearsley              | Alec Sulkin & Wellesley Wild                  | 2005. június 19. 2009. március 9.      | 7,23 millió  |
| Peter annyira öntelt azzal, hogy megnyert egy Kérdezz-Felelek partit, hogy Brian IQ-tesztet végeztet vele. Ekkor derül ki, hogy Peter szellemi fogyatékosnak minősül. Ráadásul Lois is lesérül, és a lábadozása alatt a bíróság Clevelandnél helyezi el a gyerekeket.                                                                                  |     |                                                                                       |                            |                                               |                                        |              |
| 57. | 7.  | Brian, a romantikus (Brian the Bachelor)                                              | Dan Povenmire              | Mark Hentemann                                | 2005. június 26. 2009. március 10.     | 7,29 millió  |
| Brian felbukkan a "Nagy Ő" című műsorban, ahová egyébként csak a nyaralás miatt ment el, de aztán tényleg felkelti az érdeklődését a főszereplő nő. Eközben Chris arcán egy beszélő pattanás nő, amely mindenféle rossz dologra veszi őt rá. |     |                                                                                       |                            |                                               |                                        |              |
| 58. | 8.  | 8 szabály, hogyan adjam el a lányomat (8 Simple Rules for Buying My Teenage Daughter) | Greg Colton                | Patrick Meighan                               | 2005. július 10. 2009. március 11.     | 6,10 millió  |
| Peter felajánlja Meget egy gyógyszertári számla kiegyenlítése miatt Neil Goldmannek. Meg eleinte ki nem állhatja az ötletet, de amikor azt látja, hogy Neil mással randizik, féltékeny lesz. Stewie szerelmes lesz a bébiszitterébe, akinek viszont már van barátja.                                                                                   |     |                                                                                       |                            |                                               |                                        |              |
| 59. | 9.  | Nagy szökésben (Breaking Out Is Hard to Do)                                           | Kurt Dumas                 | Tom Devanney                                  | 2005. július 17. 2009. március 12.     | 5,75 millió  |
| A kleptomániás Loist börtönbe zárják, ami miatt a család is válságba kerül. Peter, hogy rendbehozza a dolgokat, megszökteti a börtönből, és a kínai negyedben kezdenek új életet. |     |                                                                                       |                            |                                               |                                        |              |
| 60. | 10. | Tehetséges modell (Model Misbehavior)                                                 | Sarah Frost                | Steve Callaghan                               | 2005. július 24. 2009. március 16.     | 6,73 millió  |
| Lois úgy érzi, gyerekkori álma valósult meg azzal, hogy modellként kerül az újságok címlapjára. Peter azonban aggodalmaskodni kezd emiatt, s apósa segítségét kéri. Brian, hogy visszafizesse Stewie-nak a gyógyszerére felvett kölcsönt, piramisjátékot szervez.                                                                                      |     |                                                                                       |                            |                                               |                                        |              |
| 61. | 11. | Peter és Woods (Peter's Got Woods)                                                    | Chuck Klein & Zac Moncrief | Danny Smith                                   | 2005. szeptember 11. 2009. március 17. | 9,22 millió  |
| Brian Martin Luther Kingről szeretné elnevezni a helyi iskolát, mert egy fekete nő előtt szeretne jobb színben feltűnni. Peternek nem tetszik a javaslat, és James Woods-ot, az iskola eredeti névadóját hívja a városba, hogy megoldja a problémát. Ők ketten jól össze is barátkoznak, Briant pedig elhanyagolják.                                   |     |                                                                                       |                            |                                               |                                        |              |
| 62. | 12. | Tökéletesen számkivetett (Perfect Castaway)                                           | James Purdum               | John Viener                                   | 2005. szeptember 18. 2009. március 18. | 8,68 millió  |
| Peter, Quagmire, Cleveland és Joe hajótörést szenvednek egy lakatlan szigeten. Mivel azt hiszi, hogy Peter halott, Lois hozzámegy Brianhez. A probléma akkor kezdődik, amikor a férfiak hazatérnek. |     |                                                                                       |                            |                                               |                                        |              |
| 63. | 13. | Dzsungelszerelem (Jungle Love)                                                        | Seth Kearsley              | Mark Hentemann                                | 2005. szeptember 25. 2009. március 19. | 8,56 millió  |
| Chris, félelmében, hogy bántani fogják, elmenekül otthonról első iskolai napja után, s végül Dél-Amerikában köt ki az üdvhadsereggel. Peter állást kap a felújított Pawtucket sörgyárban, ám kivívja az ottani tulaj nemtetszését ipari méreteket öltő sörfogyasztásával.                                                                              |     |                                                                                       |                            |                                               |                                        |              |
| 64. | 14. | PTV (PTV)                                                                             | Dan Povenmire              | Alec Sulkin & Wellesley Wild                  | 2005. november 6. 2009. március 23.    | 7,98 millió  |
| Egy véletlenül bent maradt cenzúrázatlan jelenet miatt a helyi tévé cenzúrázza összes adását. Peter és Brian éppen ezért elindítják saját csatornájukat, mely szinte csak obszcén dolgokat sugároz. Miután az ORTT erre rájön, nekilátnak cenzúrázni az ő életüket is.                                                                                 |     |                                                                                       |                            |                                               |                                        |              |
| 65. | 15. | Brian visszatér az egyetemre (Brian Goes Back to College)                             | Greg Colton                | Matt Fleckenstein                             | 2005. november 13. 2009. március 24.   | 9,20 millió  |
| Miután kiderül, hogy Brian sosem fejezte be a főiskolát, visszatér, hogy letegye a vizsgáit. Ehhez azonban csalni kényszerül. Eközben Peter, Quagmire, Cleveland és Joe Szuper Csapatnak öltöznek egy jelmezbálon, majd a való életben is hősök maradnak.                                                                                              |     |                                                                                       |                            |                                               |                                        |              |
| 66. | 16. | Az érdekesség: Stewie apja (The Courtship of Stewie's Father)                         | Kurt Dumas                 | Kirker Butler                                 | 2005. november 20. 2009. március 25.   | 9,08 millió  |
| Lois szerint jót tenne Stewie-nak, ha több időt töltene el Peterrel. Eközben Chrisnek le kell dolgoznia a kárt Herbertnél, a környék pedofil öreguránál, amit neki okozott. |     |                                                                                       |                            |                                               |                                        |              |
| 67. | 17. | A kövérfojtogató (The Fat Guy Strangler)                                              | Sarah Frost                | Chris Sheridan                                | 2005. november 27. 2009. március 26.   | 9,85 millió  |
| Lois felfedezi, hogy van egy testvére, akiről sosem tudott, mivel elmegyógyintézetbe zárták. Peter megalakítja a Világ kövérjei, egyesüljetek! nevű klubot, miután az orvosa közli vele, hogy kövér. |     |                                                                                       |                            |                                               |                                        |              |
| 68. | 18. | Az atya, a fiú és a Szent Fonz (The Father, the Son, and the Holy Fonz)               | James Purdum               | Danny Smith                                   | 2005. december 19. 2009. április 6.    | 8,26 millió  |
| Peter apja megpróbálja vallásosabbá tenni a Griffin családot látogatásakor. Megkereszteli Stewie-t, de fertőzött szenteltvízben, aminek hatására hermetikusan el kell őt zárni a külvilágtól. Peter megpróbál megfelelni apjának, s saját egyházat alapít.                                                                                             |     |                                                                                       |                            |                                               |                                        |              |
| 69. | 19. | Brian énekel és iszik (Brian Sings and Swings)                                        | Chuck Klein & Zac Moncrief | Michael Rowe                                  | 2006. január 8. 2009. április 7.       | 8,10 millió  |
| Brian egy halálközeli élmény miatt depressziós lesz, ám hamarosan megtalálja álmai új hivatását háttérénekesként. Meg leszbikusnak tetteti magát, hogy több barátot szerezhessen. |     |                                                                                       |                            |                                               |                                        |              |
| 70. | 20. | Hazafias Játékok (Patriot Games)                                                      | Cyndi Tang                 | Mike Henry                                    | 2006. január 29. 2009. április 8.      | 9,08 millió  |
| Peter felcsap amerikai focistának. Stewie és Brian sportfogadást kötnek. Brian veszít, de nem fizet, ezért Stewie kegyetlenebb eszközökhöz nyúl. |     |                                                                                       |                            |                                               |                                        |              |
| 71. | 21. | Megszerzem Quagmire-t (I Take Thee Quagmire)                                          | Seth Kearsley              | Tom Maxwell & Don Woodard and Steve Callaghan | 2006. március 12. 2009. április 9.     | 8,06 millió  |
| Quagmire szerelmes lesz Peter házvezetőnőjébe, akit a Szerencsekerékben nyert. Az esküvő után azonban rájön, hogy hülyeséget csinált, és válni próbál. Ez azonban nem olyan egyszerű, neje ugyanis kész lenne még ölni is, csak hogy együtt maradjanak. Stewie kétségbeesik, amiért nem kap többé anyatejet.                                           |     |                                                                                       |                            |                                               |                                        |              |
| 72. | 22. | Rivális kisöccsök (Sibling Rivalry)                                                   | Dan Povenmire              | Cherry Chevapravatdumrong                     | 2006. március 26. 2009. április 13.    | 7,95 millió  |
| Peter elkötteti a heréit, mert Lois fél attól, hogy teherbe fog esni. Ezután viszont nem lesz semmi kedve a szexhez, minek következtében Lois eléggé elhízik. Stewie sperma-öccse, Bertram végül megszületik, s ádáz harcokat vív bátyjával a játszótér uralmáért.                                                                                     |     |                                                                                       |                            |                                               |                                        |              |
| 73. | 23. | Polgár Szerelem Mester (Deep Throats)                                                 | Greg Colton                | Alex Borstein                                 | 2006. április 9. 2009. április 14.     | 7,88 millió  |
| Brian megpróbálja leleplezni a korrupt polgármestert, ám a dolgok egész más színezetet kapnak, mikor megtudja, hogy Meggel randevúzik. Ezalatt Peter és Lois füvet szívnak, hogy egy tehetségkutató versenyre inspirációt nyerjenek. |     |                                                                                       |                            |                                               |                                        |              |
| 74. | 24. | Peterotika (Peterotica)                                                               | Kurt Dumas                 | Patrick Meighan                               | 2006. április 23. 2009. április 15.    | 7,82 millió  |
| Miután Peter elolvas egy erotikus könyvet, ami szerinte rossz, nekilát, hogy megírja saját történeteit. Ezzel viszont apósát sodorja bajba, aki tudtán kívül a könyv kiadója lett. Hogy minél gyorsabban meggazdagodjanak, félreteszik ellentéteiket és együttműködnek.                                                                                |     |                                                                                       |                            |                                               |                                        |              |
| 75. | 25. | Megcsókolhatja a... partnerét (You May Now Kiss the... Uh... Guy Who Receives)        | Dominic Polcino            | David A. Goodman                              | 2006. április 30. 2009. április 16.    | 7,82 millió  |
| A polgármester nem akarja engedélyezni a melegházasságot, csak azért, hogy elterelje az óriási, aranyból öntött békaszobor miatt amúgy is háborgó közvélemény figyelmét. Brian azonban nem hagyja annyiban, és meleg unokatestvérét, Jaspert támogatja. Eközben Lois is kifejti a véleményét a melegházasságról, ami Christ erősen befolyásolja.       |     |                                                                                       |                            |                                               |                                        |              |
| 76. | 26. | Petergeist (Petergeist)                                                               | Sarah Frost                | Alec Sulkin & Wellesley Wild                  | 2006. május 7. 2009. április 20.       | 7,85 millió  |
| Peter moziépítés közben egy indián koponyát talál a hátsó kertben. Ezután szellemek kezdenek el kísérteni a Griffin-házban. Stewie átkerül a túlvilágra, és rettenetes dolgok kezdődnek. |     |                                                                                       |                            |                                               |                                        |              |
| 77. | 27. | Cím nélküli családi történelem (The Griffin Family History)                           | Zac Moncrief               | John Viener                                   | 2006. május 14. 2009. április 21.      | 7,87 millió  |
| Miután rablók törnek rá a Griffin-házra, a család elrejtőzik a pánikszobában. Ám nem tudnak onnan kijönni. Peter, hogy múlassa az időt, előadja családjuk történetét, erősen kiszínezve. |     |                                                                                       |                            |                                               |                                        |              |
| 78. | 28. | Stewie B Goode (Stewie B. Goode)                                                      | Pete Michels               | Gary Janetti & Chris Sheridan                 | 2006. május 21. 2009. április 22.      | 7,88 millió  |
| A Stewie Griffin: The Untold Story első epizódja. Stewie egy halálközeli élmény hatására megtapasztalja, milyen érzés a pokolban lenni, s elhatározza, hogy kedvesebb lesz másokhoz. Közben Peter állást kap a helyi tévénél. |     |                                                                                       |                            |                                               |                                        |              |
| 79. | 29. | Az ő neve Bango, úgy ám (Bango Was His Name, Oh!)                                     | Pete Michels               | Alex Borstein                                 | 2006. május 21. 2009. április 23.      | 7,88 millió  |
| A Stewie Griffin: The Untold Story második epizódja. Stewie lát a tévében egy férfit, aki úgy néz ki, mint ő. Briannel és Quagmire-rel együtt elindul San Franciscóba, hogy megtudja, ő-e az igazi apja. Peter és Lois segítenek Chrisnek és Megnek randizni, hogy nekik is több idejük legyen otthon egyedül.                                         |     |                                                                                       |                            |                                               |                                        |              |
| 80. | 30. | Stu és Stewie zseniális kalandja (Stu and Stewie's Excellent Adventure)               | Pete Michels               | Steve Callaghan                               | 2006. május 21. 2009. április 27.      | 7,88 millió  |
| A Stewie Griffin: The Untold Story harmadik epizódja. Az ember, akit a tévében látott, nem más, mint Stewie jövőbeli énje, aki magával viszi, bemutatni neki az akkori életet. Miután rájön, hogy mindez halálközeli élményének köszönhető, és hogy a jövőben minden pocsékul alakul, visszautazik az időben, hogy meg nem történtté tegye a dolgokat. |     |                                                                                       |                            |                                               |                                        |              |

## 5. évad (2006-2007)
| Sor. | Év. | Cím                                                                                            | Rendező                         | Író                          | Premier                                | Nézettség   |
| --- | --- | ---------------------------------------------------------------------------------------------- | ------------------------------- | ---------------------------- | -------------------------------------- | ----------- |
| 81. | 1.  | Stewie szereti Loist (Stewie Loves Lois)                                                       | Mike Kim                        | Mark Hentemann               | 2006. szeptember 10. 2009. április 28. | 9,93 millió |
| Miután Lois megjavítja Stewie kedvenc játékmackóját, Rupertet, hálából elkezdi őt elhalmozni szeretettel, az elviselhetetlenségig. Peter prosztatavizsgálatra megy, ahol úgy hiszi, hogy a doktor molesztálta őt, ezért pert indít. |     |                                                                                                |                                 |                              |                                        |             |
| 82. | 2.  | Tucker Anya (Mother Tucker)                                                                    | James Purdum                    | Tom Devanney                 | 2006. szeptember 17. 2009. április 29. | 9,23 millió |
| Peter anyja, Thelma bejelenti, hogy válik. Peter nagyon egyedül érzi magát, ezért elhatározza, hogy új barátot keres, akivel kedvére hülyéskedhet. Meg is találja, Tom Tucker személyében. Brian saját rádióműsort indít, amiben Stewie is szerepet kap. |     |                                                                                                |                                 |                              |                                        |             |
| 83. | 3.  | A Pokol jön Quahogba (Hell Comes to Quahog)                                                    | Dan Povenmire                   | Kirker Butler                | 2006. szeptember 24. 2009. április 30. | 9,66 millió |
| Meg autót szeretne, hogy bármikor hazajöhessen a görkoripályáról. Mivel Peter elköltötte autó helyett az összes megtakarított pénzét egy tankra, Meg elmegy dolgozni egy szupermarketbe, amely elszívja az energiát a város többi boltjától. Brian és Stewie közös erővel próbálják megfékezni. |     |                                                                                                |                                 |                              |                                        |             |
| 84. | 4.  | Brian közlegény megmentése (Saving Private Brian)                                              | Cyndi Tang                      | Cherry Chevapravatdumrong    | 2006. november 5. 2009. május 4.       | 8,45 millió |
| Chrisre nagy hatást tesz a hadsereg iskolai bemutatója. Brian szerint az egész átverés, és elmegy a toborzótiszthez, hogy kioktassa. Ám Stewie saját magát és őt is felírja a hadseregbe belépő újoncok listájára, s egyik pillanatról a másikra Irakban találják magukat. Chris közben érdekes hobbit talál magának: egy gótikus rockbanda énekese lesz. Viselkedése azonban felbosszantja a szüleit. |     |                                                                                                |                                 |                              |                                        |             |
| 85. | 5.  | Fütyülj, amíg a feleséged dolgozik! (Whistle While Your Wife Works)                            | Greg Colton                     | Steve Callaghan              | 2006. november 12. 2009. május 5.      | 9,04 millió |
| Peter keze megsérül egy petárdabalesetben, és ezért nem tudja ellátni munkáját a sörgyárban, ezért Loist kéri meg, hogy segítsen neki. Stewie felfedezi, hogy Brian új barátnője egy üresfejű liba, és megpróbálja őket szétválasztani. |     |                                                                                                |                                 |                              |                                        |             |
| 86. | 6.  | Szúrd meg a füledet! (Prick Up Your Ears)                                                      | James Purdum                    | Cherry Chevapravatdumrong    | 2006. november 19. 2009. május 6.      | 9,30 millió |
| Lois önkéntesként tart szexuális felvilágosítást a diákoknak, de a brutális őszintesége miatt leváltják, és kicserélik egy bigott katolikusra. Emiatt azonban elterjed az iskolában a "fülszex". Stewie a fogtündérre vadászik. |     |                                                                                                |                                 |                              |                                        |             |
| 87. | 7.  | Pipi Utasító (Chick Cancer)                                                                    | Pete Michels                    | Alec Sulkin & Wellesley Wild | 2006. november 26. 2009. május 7.      | 9,49 millió |
| Stewie megpróbálja feleleveníteni régi kapcsolatát Oliviával, amely azonban kicsit jobban alakul, mint egy egyszerű barátság. Ám be kell látnia, hogy ketten nem férnek meg együtt. Peter lát egy nőknek szóló romantikus filmet, és ennek hatására ő is rendez egyet. |     |                                                                                                |                                 |                              |                                        |             |
| 88. | 8.  | Éppen hogy legális (Barely Legal)                                                              | Zac Moncrief                    | Kirker Butler                | 2006. december 17. 2009. május 11.     | 8,48 millió |
| Brian vállalja, hogy elkíséri Meget az iskolabálba, akinek nincs partnere. Csakhogy emiatt Meg az új barátjaként tekint Brianre. Peter, Cleveland, és Quagmire csatlakoznak a rendőrséghez, mert a polgármester egy film hatására az összes rendőrt elküldte a dzsungelbe. |     |                                                                                                |                                 |                              |                                        |             |
| 89. | 9.  | Út Ruperthez (Road to Rupert)                                                                  | Dan Povenmire                   | Patrick Meighan              | 2007. január 28. 2009. május 12.       | 8,80 millió |
| Brian véletlenül eladja egy garázsvásáron Stewie maciját, Rupertet. Hogy visszaszerezzék, Aspenbe utaznak érte. Közben Peter jogosítványát bevonják, így Megnek kell helyette vezetnie. |     |                                                                                                |                                 |                              |                                        |             |
| 90. | 10. | Peter két apja (Peter's Two Dads)                                                              | Cyndi Tang                      | Danny Smith                  | 2007. február 11. 2009. május 13.      | 7,97 millió |
| Meg tizenhetedik születésnapján az ittas Peter bohócnak öltözve véletlenül megöli az apját. Hipnózisban rájön, hogy nem is Francis az igazi apja, hanem egy részeges ír, elindul, hogy megkeresse őt. Stewie felfedezi, hogy imádja, ha Lois megbünteti, amikor valami rosszat tesz. |     |                                                                                                |                                 |                              |                                        |             |
| 91. | 11. | A napbarnított víz Steve Zissouval (The Tan Aquatic with Steve Zissou)                         | Julius Wu                       | Mark Hentemann               | 2007. február 18. 2009. május 14.      | 8,53 millió |
| Peter ellátja a baját Chris iskolai zaklatójának, de olyan mókásnak találja az egészet, hogy ő maga is zaklató lesz. Stewie leég a napon, de bőrszínét nagyszerűnek találja, s egyre többet barnul - egészen addig, míg bőrrák gyanúja nem merül fel. |     |                                                                                                |                                 |                              |                                        |             |
| 92. | 12. | Airport '07 (Airport '07)                                                                      | John Holmquist                  | Tom Devanney                 | 2007. március 4. 2009. május 18.       | 8,59 millió |
| Peter falusi suttyónak képzeli magát. Elviszi Quagmire-t dolgozni a pick-upjával, ám az összes kerozint a saját autójába tölti át, s a gép lezuhan, Quagmire-t pedig kirúgják. A barátai segítenek neki visszaszerezni az állását egy ál-repülőgépbalesettel, ám csődöt mond. Végül maga Hugh Hefner segíti ki őt.                                                                                     |     |                                                                                                |                                 |                              |                                        |             |
| 93. | 13. | Bill és Peter haláli túrája (Bill & Peter's Bogus Journey)                                     | Dominic Polcino                 | Steve Callaghan              | 2007. március 11. 2009. május 19.      | 8,05 millió |
| Peter összebarátkozik Bill Clintonnal, aminek Lois nem nagyon örül. Végül azonban ő jön össze Clintonnal, és magyarázkodnia kell Peter előtt. Brian megpróbálja magát rászoktatni a vécéhasználatra, Stewie segítségével. |     |                                                                                                |                                 |                              |                                        |             |
| 94. | 14. | Nincs étel a kerekeseknek (No Meals on Wheels)                                                 | Greg Colton                     | Mike Henry                   | 2007. március 25. 2009. május 20.      | 7,97 millió |
| Griffinék éttermet nyitnak, de nem sokan jönnek. Joe megkéri néhány régi barátját, hogy segítsenek rajtuk. Peter először azt hiszi, hogy rendőrök, de hamarosan rájön, hogy fogyatékosok. Innentől kezdve távol akarja tartani őket az étteremtől. |     |                                                                                                |                                 |                              |                                        |             |
| 95. | 15. | A fiúk szoktak sírni (Boys Do Cry)                                                             | Brian Iles                      | Cherry Chevapravatdumrong    | 2007. április 29. 2009. május 21.      | 8,13 millió |
| Lois templomi orgonistaként kezd el dolgozni. Stewie beteg lesz a misebortól, ami miatt azt hiszik, hogy megszállta őt valami, s ezért Texasba kell költözniük. |     |                                                                                                |                                 |                              |                                        |             |
| 96. | 16. | Nincs megfelelő Chrisnek (No Chris Left Behind)                                                | Pete Michels                    | Patrick Meighan              | 2007. május 6. 2009. május 25.         | 7,95 millió |
| Christ megbélyegzik az iskolájában, mint a legostobább diákot. Hogy segítsen rajta, Mr. Pewterschmidt magániskolába iratja őt. Eközben az Óriáscsirke is visszatér, hogy harmadszor is megverekedjen Peterrel. |     |                                                                                                |                                 |                              |                                        |             |
| 97. | 17. | Vegyünk egy hülye falusit és egy házas okosságot (It Takes a Village Idiot, and I Married One) | Zac Moncrief                    | Alex Borstein                | 2007. május 13. 2009. május 26.        | 7,21 millió |
| Lois indul a polgármesteri címért Adam West ellen, de le kell butítani terveit, hogy az emberek megértsék őket. Amikor megválasztják, hirtelen megérzi a hatalom erejét. |     |                                                                                                |                                 |                              |                                        |             |
| 98. | 18. | Quagmire-ék (Meet the Quagmires)                                                               | Dan Povenmire & Chris Robertson | Mark Hentemann               | 2007. május 20. 2009. május 27.        | 9,15 millió |
| A Halál segít Peternek, hogy visszajusson tizennyolc éves korába, hogy kiélhesse magát. Azonban emiatt a múltban elszalaszt egy fontos randevút Loissal. Amikor visszatér a jelenbe, rádöbben, hogy Lois Quagmire-höz ment feleségül, ezért megpróbálja visszacsinálni a dolgokat. |     |                                                                                                |                                 |                              |                                        |             |

## 6. évad (2007-2008)
| Sor. | Év. | Cím                                                                            | Rendező         | Író              | Premier                              | Nézettség    |
| --- | --- | ------------------------------------------------------------------------------ | --------------- | ---------------- | ------------------------------------ | ------------ |
| 99. | 1.  | Griffinek háborúja (Blue Harvest)                                              | Dominic Polcino | Alec Sulkin      | 2007. szeptember 23. 2009. május 28. | 10,86 millió |
| Peter újrameséli a Csillagok háborúja negyedik epizódját. Amikor Leia hercegnőt (Lois) elkapja a gonosz Darth Vader (Stewie), két robotját, C-3PO-t (Quagmire) és R2D2-t (Cleveland) a Tattoine bolygóra küldi, hogy segítsenek létrehozni a lázadást. Itt találkoznak Luke Skywalkerrel (Chris), Han Solóval (Peter), Csubakkával (Brian), és Obi-Wan Kenobival (Herbert), majd elindulnak, hogy elpusztítsák a Halálcsillagot és megdöntsék a gonosz Birodalom uralmát. Ez az epizód megjelent DVD-n is, a TV-ben azonban terjedelme miatt két részre bontva adták le. |     |                                                                                |                 |                  |                                      |              |
| 100. | 2.  | Kiköltözés (Brian dala) (Movin' Out (Brian's Song))                            | Cyndi Tang      | John Viener      | 2007. szeptember 30. 2009. június 2. | 7,95 millió  |
| Peter összebarátkozik Brian barátnőjével, és rábírja arra őket, hogy költözzenek össze egy saját lakásba. Stewie segítene kifizetni a lakbért, de közben beavatkozik a pár kapcsolatába. Meg és Chris egy helyen kezdenek el dolgozni, Chris összebarátkozik a tulajjal, így minden munka Megre marad. |     |                                                                                |                 |                  |                                      |              |
| 101. | 3.  | Hiszed vagy sem, Joe a levegőben jár (Believe It or Not, Joe's Walking on Air) | Julius Wu       | Andrew Goldberg  | 2007. október 7. 2009. június 3.     | 8,39 millió  |
| Joe aggódik, hogy a felesége nem fogja szeretni a bénasága miatt, ezért részt vesz egy kísérleti lábtranszplantáción. Miután elkezd sportemberekkel barátkozni és nagyzolni, Peter, Cleveland és Quagmire elhatározzák, hogy újra bénáva teszik, hogy visszaszálljon a földre. |     |                                                                                |                 |                  |                                      |              |
| 102. | 4.  | Stewie megöli Loist (Stewie Kills Lois)                                        | John Holmquist  | David A. Goodman | 2007. november 4. 2009. június 4.    | 10,50 millió |
| Peter és Lois elutaznak egy hajóútra, a családot pedig otthon hagyják. Stewie sértettségében bosszút esküszik. Mivel Brian azzal cukkolja, hogy úgysem mer semmit sem tenni, Stewie felszökik a hajóra és nekilát ördögi terve megvalósításához: végezni fog Loisszal. |     |                                                                                |                 |                  |                                      |              |
| 103. | 5.  | Lois megöli Stewie-t (Lois Kills Stewie)                                       | Greg Colton     | Steve Callaghan  | 2007. november 11. 2009. június 8.   | 10,42 millió |
| Az előző epizód folytatása. Bár holtnak nyilvánították, Lois visszatér, és rájön, hogy Stewie akarta őt megölni. Stewie világuralomra törve túszul ejtette egész családját és felhasználja őket céljai érdekében. Lois megkísérel véget vetni a terrornak. |     |                                                                                |                 |                  |                                      |              |
| 104. | 6.  | Rabszolga Griffin (Padre de Familia)                                           | Pete Michels    | Kirker Butler    | 2007. november 18. 2009. június 9.   | 10,53 millió |
| Peter annyira büszke amerikai állampolgárságára, hogy végül harcot kezd a bevándorlók ellen. Csak később jön rá, hogy valójában ő is egy mexikói illegális bevándorló. Hála korábbi intézkedéseinek, most kénytelen rabszolgaként Mr. Pewterschmidtnek dolgozni. |     |                                                                                |                 |                  |                                      |              |
| 105. | 7.  | Peter lánya (Peter's Daughter)                                                 | Zac Moncrief    | Chris Sheridan   | 2007. november 25. 2009. június 10.  | 9,60 millió  |
| Miután magához tér a kómából, Meg szerelmes lesz az egyik kórházi ápolóba. Peter, aki mindvégig őrködött Meg felett, nehezen viseli a kapcsolatot. Brian és Stewie vesznek egy romos házat, amit megpróbálnak felújítani. |     |                                                                                |                 |                  |                                      |              |
| 106. | 8.  | McStroke (McStroke)                                                            | Brian Iles      | Wellesley Wild   | 2008. január 13. 2009. június 11.    | 11,50 millió |
| Peter megmenti egy gyorsétterem-tulajdonos életét, aki ezért felajánlja neki, hogy élete végéig annyit ehet nála, amennyi belefér. Ám a túl sok zabálástól végül szívrohamot kap. Felépülte után elhatározza, hogy bosszút áll az étteremhálózaton. Stewie gimnazistának álcázza magát. |     |                                                                                |                 |                  |                                      |              |
| 107. | 9.  | Vissza Woodshoz (Back to the Woods)                                            | Brian Iles      | Tom Devanney     | 2008. február 17. 2009. június 16.   | 7,23 millió  |
| James Woods visszatér Quahogba, hogy bosszút álljon Peteren, azzal, hogy ellopja az identitását. Peter szembefordul korábbi nagy barátjával, és megpróbálja őt lejáratni. |     |                                                                                |                 |                  |                                      |              |
| 108. | 10. | Játszd újra, Brian (Play It Again, Brian)                                      | John Holmquist  | Danny Smith      | 2008. március 2. 2009. június 17.    | 7,80 millió  |
| Peter és Lois Brian tanácsára vakációzni indulnak. Peter tökrészegre issza magát, Brian pedig elveszti az önuralmát, és szerelmet vall Loisnak. A két férfi barátsága ezért komolyan megrendülhet. |     |                                                                                |                 |                  |                                      |              |
| 109. | 11. | Brian régi élete (The Former Life of Brian)                                    | Pete Michels    | Steve Callaghan  | 2008. április 27. 2009. június 18.   | 8,49 millió  |
| Brian megpróbálja egy régi kapcsolatát feleleveníteni, amikor is rájön, hogy van egy törvénytelen fia. Miután rábízzák a nevelését, megpróbál többé-kevésbé jó apja lenni Dylannek. |     |                                                                                |                 |                  |                                      |              |
| 110. | 12. | Hosszú szakállú Peter (Long John Peter)                                        | Dominic Polcino | Wellesley Wild   | 2008. május 4. 2009. június 22.      | 7,68 millió  |
| Peter ellop egy papagájt, és azt képzeli, hogy ő egy híres kalóz. Viselkedésével az őrületbe kerget mindenkit a városban, egészen addig, míg véletlenül meg nem öli szerencsétlen madarat. Közben Chris szerelembe esik, és Petertől kér tanácsot. |     |                                                                                |                 |                  |                                      |              |

## 7. évad (2008-2009)
| Sor. | Év. | Cím                                                         | Rendező         | Író                       | Premier                               | Nézettség   |
| --- | --- | ----------------------------------------------------------- | --------------- | ------------------------- | ------------------------------------- | ----------- |
| 111. | 1.  | Fektuális szerelem (Love, Blactually)                       | Cyndi Tang      | Mike Henry                | 2008. szeptember 28. 2010. április 1. | 9,20 millió |
| Brian új lánnyal randevúzik, ám Stewie tanácsára semmit nem akar elkapkodni. Ezzel azonban csak Cleveland karjaiba kergeti a nőt. Brian mindent megtesz, hogy visszaszerezze, még ha Cleveland exnejét, Lorettát is be kell vetnie hozzá. |     |                                                             |                 |                           |                                       |             |
| 112. | 2.  | Peter és Jézus (I Dream of Jesus)                           | Mike Kim        | Brian Scully              | 2008. október 5. 2010. április 5.     | 8,42 millió |
| Peter megszerzi lemezen a "Surfin' Bird" című számot az étteremből, és annyit hallgatja, hogy mindenkinek az idegeire megy. Brian és Stewie megsemmisítik a lemezt, de Peter újra megvenné azt a boltban. Ekkor jön rá, hogy az eladó nem más, mint maga Jézus.                                                                                                   |     |                                                             |                 |                           |                                       |             |
| 113. | 3.  | Út Németországba (Road to Germany)                          | Greg Colton     | Patrick Meighan           | 2008. október 19. 2010. április 6.    | 9,07 millió |
| Mort Goldman véletlenül belekerül Stewie időgépébe. Így Briannel kénytelenek utánamenni, egyenesen 1939-be, a náci Németországba. Sok kaland közepette keresik a jelenbe visszatérés lehetőségét. |     |                                                             |                 |                           |                                       |             |
| 114. | 4.  | A baba marad (Baby Not on Board)                            | Julius Wu       | Mark Hentemann            | 2008. november 2. 2010. április 7.    | 9,97 millió |
| Peter teletankolja a családi autót, és elindul a Griffin-família, hogy megnézzék a Grand Canyont. Egyetlen gond van: Stewie-t otthon felejtették. |     |                                                             |                 |                           |                                       |             |
| 115. | 5.  | A két Brian (The Man with Two Brians)                       | Dominic Bianchi | John Viener               | 2008. november 9. 2010. április 8.    | 8,60 millió |
| Peter a Jackass című TV-műsor saját változatát csinálja otthon, emiatt Brian megsérül. A család véleménye az, hogy Brian már túl öreg, és vesznek egy fiatalabb kutyát helyette. Mindenki kedveli őt, kivéve Stewie-t. |     |                                                             |                 |                           |                                       |             |
| 116. | 6.  | A harmadik osztály meséi (Tales of a Third Grade Nothing)   | Jerry Langford  | Alex Carter               | 2008. november 16. 2010. április 12.  | 8,52 millió |
| Peter mindenáron szeretné, ha előléptetnék, de ehhez ki kell járnia a harmadik osztályt. Frank Sinatra Jr. visszatér Quahogba, hogy Briannel közösen nyisson egy éjszakai mulatót. |     |                                                             |                 |                           |                                       |             |
| 117. | 7.  | Az óceán gyöngye dalol (Ocean's Three and a Half)           | John Holmquist  | Cherry Chevapravatdumrong | 2009. február 15. 2010. április 13.   | 7,33 millió |
| Bonnie, Joe felesége végül megszüli a gyermekét: egy kislányt, akibe Stewie halálosan szerelmes lesz. Joe kölcsönt vesz fel egy uzsorástól, és hogy visszafizesse, Mr. Pewterschmidt-et készül kirabolni. |     |                                                             |                 |                           |                                       |             |
| 118. | 8.  | Családi buzi (Family Gay)                                   | Brian Iles      | Richard Appel             | 2009. március 8. 2010. április 14.    | 7,18 millió |
| Peter, hogy visszafizesse adósságát, orvosi kísérleti alanynak áll, ahol véletlenül megfertőzik a "meleg génnel". Ennek hatására Peter homoszexuálisként kezd el viselkedni, majd egy férfiért otthagyja Loist. |     |                                                             |                 |                           |                                       |             |
| 119. | 9.  | A szörp lecsúszott (The Juice Is Loose)                     | Cyndi Tang      | Andrew Goldberg           | 2009. március 15. 2010. április 15.   | 7,21 millió |
| Peter egy golfozás alkalmával találkozik O.J. Simpsonnal. Összebarátkoznak, és magához költözteti, a városka lakóinak felháborodására. |     |                                                             |                 |                           |                                       |             |
| 120. | 10. | Hírherasszony (Fox-y Lady)                                  | Pete Michels    | Matt Fleckenstein         | 2009. március 22. 2010. április 19.   | 7,45 millió |
| Lois a FOX Newsnál kezd el dolgozni, ahol segédkezik Michael Moore legújabb leleplező filmjének elkészítésében. Peter pedig arra használja fel neje kapcsolatait, hogy saját rajzfilmjét műsorra tűzhesse. |     |                                                             |                 |                           |                                       |             |
| 121. | 11. | Nem minden kutya megy a mennybe (Not All Dogs Go to Heaven) | Greg Colton     | Danny Smith               | 2009. március 29. 2010. április 20.   | 8,20 millió |
| Meg hívő keresztény lesz, és minden erővel azon van, hogy megtérítse az ateista Briant. Stewie ideges lesz, amikor a Star Trek: Az új generáció közönségtalálkozóján nem hagyják, hogy feltegye kérdéseit, ezért aztán túszul ejti az egész csapatot. |     |                                                             |                 |                           |                                       |             |
| 122. | 12. | Btk. 282 (420)                                              | Julius Wu       | Patrick Meighan           | 2009. április 19. 2010. április 21.   | 7,40 millió |
| Briant kábítószer-birtokláson kapják, s ezután kampányol a marihuána legalizálásáért. Adam West ezt törvénybe iktatja, s az egész város füstölni kezd. Emiatt viszont Mr. Pewterschmidt elveszíti vagyona nagy részét, s minden erejével a betiltásért lesz. |     |                                                             |                 |                           |                                       |             |
| 123. | 13. | Stew Roidok (Stew-Roids)                                    | Jerry Langford  | Alec Sulkin               | 2009. április 26. 2010. április 22.   | 6,80 millió |
| Amikor Susie, Joe-ék lánya simán lenyomja Stewiet elkezd konditerembe járni Peterrel. De nem sejti, hogy Peter titokban anabolikus szteroidokat szedet vele. Christ randira hívja Connie DeAmico, az iskola legnépszerűbb lánya, Meget pedig porig alázzák. Azonban Connie kénytelen lesz Meg segítségét kérni, mikor Chris dobja és még nála is népszerűbb lesz. |     |                                                             |                 |                           |                                       |             |
| 124. | 14. | Brian és Conrad (We Love You, Conrad)                       | John Holmquist  | Cherry Chevapravatdumrong | 2009. május 3. 2010. április 26.      | 6,67 millió |
| Brian teljesen maga alatt van, amikor megtudja, hogy volt barátnője, Gillian, férjhez megy, ráadásul egy sorozatsztárhoz. |     |                                                             |                 |                           |                                       |             |
| 125. | 15. | A három mese (Three Kings)                                  | Dominic Bianchi | Alec Sulkin               | 2009. május 10. 2010. április 27.     | 6,47 millió |
| Peter saját verzióban elmeséli Stephen King három művét: az Állj mellém, a tizenkét éves Peter, Joe, Cleveland és Quagmire története; a Tortúra, középpontjában Brian és Stewie áll, A remény rabjai, főhősei pedig Peter és Cleveland. |     |                                                             |                 |                           |                                       |             |
| 126. | 16. | A Griffin Peterson nevű fickó (Peter's Progress)            | Brian Iles      | Wellesley Wild            | 2009. május 17. 2010. április 28.     | 7,33 millió |
| Peter egy jósnőnél azt az információt kapja, hogy előző életében egy Griffin Peterson nevű nemesúr volt, aki szerelmes volt Lady Rőtfanba. Ám a gonosz angliai Stewart király a gyarmatokra száműzte, ahol megalapította Quahog városát. |     |                                                             |                 |                           |                                       |             |

## 8. évad (2009-2010)
| Sor. | Év. | Cím                                                                              | Rendező         | Író                                                 | Premier                                       | Nézettség               |
| --- | --- | -------------------------------------------------------------------------------- | --------------- | --------------------------------------------------- | --------------------------------------------- | ----------------------- |
| 127. | 1.  | Út a multiverzumba (Road to the Multiverse)                                      | Greg Colton     | Wellesley Wild                                      | 2009. szeptember 27. 2010. október 5.         | 10,17 millió            |
| Ebben az évadnyitó epizódban a Sliders c. sorozathoz hasonlóan Stewie és Brian különféle, alternatív dimenziók között utazgatnak. Minden egyes világ más és más valóságot rejt. Az utazás az elején érdekes, de egyre nagyobb bajba kerülnek miközben a saját világukba vezető utat nem találják. |     |                                                                                  |                 |                                                     |                                               |                         |
| 128. | 2.  | Családi zsidó (Family Goy)                                                       | James Purdum    | Mark Hentemann                                      | 2009. október 4. 2010. október 12.            | 9,66 millió             |
| Lois elmegy egy orvosi vizsgálatra, ahol véletlenül kiderül, hogy zsidó. Peter ennek örömére az egész családot a zsidó vallásra kényszeríti. Egy idő után ellentét alakul ki Peter és Lois között, mert mindketten másik vallást akarnak a családnak. |     |                                                                                  |                 |                                                     |                                               |                         |
| 129. | 3.  | Kémemlékeink (Spies Reminiscent of Us)                                           | Cyndi Tang      | Alec Sulkin                                         | 2009. október 11. 2010. október 19.           | 8,88 millió             |
| Stewie és Brian két titkosügynök mellé szegődik, hogy lekapcsolják a világbékét fenyegető, még a hidegháborúból származó, most öntudatára ébredő orosz titkosügynököt, aki nem más mint Adam West polgármester. Eközben Peter és haverjai saját színészi társulatot hoznak létre, inkább kevesebb mint több sikerrel. |     |                                                                                  |                 |                                                     |                                               |                         |
| 130. | 4.  | Brian vadiúj bulája (Brian's Got a Brand New Bag)                                | Pete Michels    | Tom Devanney                                        | 2009. november 8. 2010. október 26.           | 7,38 millió             |
| Peter megszerzi az Országúti Diszkó DVD változatát és a belőle tanult pörgőrugással az egész városban felfordulást csinál. Brian megismerkedik egy idősebb nővel, akivel annyira jól kijön, hogy eljegyzi. A Griffin család érdekesen viszonyul Brian új szerelméhez. |     |                                                                                  |                 |                                                     |                                               |                         |
| 131. | 5.  | Hannah Banana (Hannah Banana)                                                    | John Holmquist  | Cherry Chevapravatdumrong                           | 2009. november 8. 2010. november 2.           | 7,73 millió             |
| Chris nem bírja tovább a szekrényében élő majom terrorizálását, ezért elkapja és megmutatja a többieknek. A majom elmeséli a kudarcokkal teli életét és beilleszkedik a családba, valamint összebarátkozik Chrissel, ami miatt Peter féltékeny lesz. Közben Brian és Stewie elmegy a Hannah Montana koncertre és ott rájönnek, hogy a tini sztár egy droid, majd megpróbálják átprogramozni, ami miatt megtámadja a várost. |     |                                                                                  |                 |                                                     |                                               |                         |
| 132. | 6.  | Quagmire gyereke (Quagmire's Baby)                                               | Jerry Langford  | Patrick Meighan                                     | 2009. november 15. 2010. november 9.          | 8,28 millió             |
| Quagmire a háza előtt talál egy kisbabát egy levéllel, miszerint a baba az ő gyereke. Stewie klónozza magát, mivel így több szabadideje lesz. Brian is kap egy klónt, de ezzel nem oldódnak meg a problémák. |     |                                                                                  |                 |                                                     |                                               |                         |
| 133. | 7.  | Jerome, az új feka (Jerome Is the New Black)                                     | Brian Iles      | John Viener                                         | 2009. november 22. 2010. november 16.         | 7,38 millió             |
| Peter, Joe és Quagmire meghallgatást tart, hogy megtalálják új fekete barátjukat, miután Cleveland elment Quahogból. Eközben Brian megpróbálja kitalálni, hogy miért utálja őt Quagmire. |     |                                                                                  |                 |                                                     |                                               |                         |
| 134. | 8.  | Kutyaélet (Dog Gone)                                                             | Julius Wu       | Steve Callaghan                                     | 2009. november 29. 2010. november 23.         | 8,48 millió             |
| Brian részegen vezet hazafelé, amikor is véletlenül halálra gázol egy kutyát, ezért bűnösnek érzi magát. Később rájön, hogy a társadalmat nem érdekli egy kutya halála. Brian megpróbál mindenkit meggyőzni, hogy egy kutya életének ugyanolyan értéknek kellene lennie, mint az emberi életnek. Lois felvesz egy mexikói takarítónőt, mert elege van a sok munkából.                                                       |     |                                                                                  |                 |                                                     |                                               |                         |
| 135. | 9.  | Üzleti csóka (Business Guy)                                                      | Pete Michels    | Andrew Goldberg & Alex Carter                       | 2009. december 13. 2010. december 14.         | 7,67 millió             |
| Peter legénybúcsút tart Lois apjának, amitől Mr. Pewterschmidt kómába esik, és még Dr. House sem képes kihozni belőle. Lois kapja meg a Pewterschmidt vállalatok feletti irányítás jogát, de Peter meggyőzi, hogy hadd vezesse ő a céget. |     |                                                                                  |                 |                                                     |                                               |                         |
| 136. | 10. | Peter-ézia (Big Man on Hippocampus)                                              | Dominic Bianchi | Brian Scully                                        | 2010. január 3. 2010. november 30.            | 8,10 millió             |
| Peter egy televíziós játék közben amnéziába esik, és elfelejti addigi életét, beleértve családját is. Peter érdekesen kialakuló világszemlélete miatt Lois elköltözik otthonról a gyerekekkel. |     |                                                                                  |                 |                                                     |                                               |                         |
| 137. | 11. | Gyilkosságért hívja Meget (Dial Meg for Murder)                                  | Cyndi Tang      | Alex Carter & Andrew Goldberg                       | 2010. január 31. 2010. december 7.            | 6,21 millió             |
| Brian egy tini magazin írója lesz, nyomozni kezd Meg után a cikk elkészítéséhez. Brian leleplezi Meget, aki szerelembe esik egy bebörtönzött bűnözővel. Miután megszökik, a Griffin családnál rejtőzik el, ami viszont kiderül, és így Meg is börtönbe kerül. Három hónap múlva a megváltozott Meg hazatér, és elkezdi terrorizálni a családját.                                                                            |     |                                                                                  |                 |                                                     |                                               |                         |
| 138. | 12. | XL-M (Extra Large Medium)                                                        | John Holmquist  | Steve Callaghan                                     | 2010. február 14. 2010. december 21.          | 6,42 millió             |
| Egy kirándulás során Chris és Stewie eltűnnek három napra az erdőben. Eközben Chris szerelmes egy Down-szindrómás lányba. Lois egy médium segítségét kéri az eltűntekkel kapcsolatban, ezek után Peter is médiumnak áll és átveri az embereket. |     |                                                                                  |                 |                                                     |                                               |                         |
| 139. | 13. | Hajrá Stewie! (Go, Stewie, Go!)                                                  | Greg Colton     | Gary Janetti                                        | 2010. március 14. 2010. december 28.          | 6,72 millió             |
| Lois úgy gondolja, hogy már nem vonzó, ezért rámászik Meg új pasijára. Stewie közben a Vidám Farm című TV-műsorba szeretne bejutni. Sajnos fiúkat nem vesznek fel, ezért Stewie kislánynak adja ki magát. A dolog egészen jól megy, amíg bele nem szeret a műsorban szereplő egyik lányba. |     |                                                                                  |                 |                                                     |                                               |                         |
| 140. | 14. | Peter-esztálás (Peter-assment)                                                   | Julius Wu       | Chris Sheridan                                      | 2010. március 21. 2011. január 4.             | 6,665 millió            |
| Peter szemüvege tönkremegy, ezért kontaktlencsét kell viselnie. A munkahelyén a főnöke (Angela) teljesen rákattan és kihasználja minden egyes alkalommal. Peter választás elé kerül: vagy szeretkezik Angelával vagy elveszti a munkáját. |     |                                                                                  |                 |                                                     |                                               |                         |
| 141. | 15. | Primetime Brian (Brian Griffin's House of Payne)                                 | Jerry Langford  | Spencer Porter                                      | 2010. március 28. 2011. január 11.            | 7,27 millió             |
| Brian elkészíti egy televíziós sorozat pilot epizódját, de Peter és James Woods keresztül húzza a számítását. Közben Stewie súlyosan megsebesül és több hónapra kómába kerül. |     |                                                                                  |                 |                                                     |                                               |                         |
| 142. | 16. | Április Quahogban (April in Quahog)                                              | Joseph Lee      | John Viener                                         | 2010. április 11. 2011. január 18.            | 6,93 millió             |
| Tom Tucker bejelenti a híradóban, hogy egy fekete lyuk alakult ki a légkörben és 24 órán belül elnyeli a Földet. Peter az utolsó napját nem a családdal tölti, ráadásul beismeri, hogy utál a gyerekeivel lenni. Ám kiderül, hogy a világvége csak egy áprilisi tréfa volt. |     |                                                                                  |                 |                                                     |                                               |                         |
| 143. | 17. | Brian & Stewie (Brian & Stewie)                                                  | Dominic Bianchi | Gary Janetti                                        | 2010. május 2. 2011. január 25.               | 7,68 millió             |
| A Family Guy közel egyórás különkiadása a 150. epizód alkalmából. Brian és Stewie bezárva maradnak egy páncélteremben, ez idő alatt sok mindent megtudnak egymásról és érdekesen töltik el az idejüket. Utána egy különleges zenei összeállítás következik. |     |                                                                                  |                 |                                                     |                                               |                         |
| 144. | 18. | Quagmire apja (Quagmire's Dad)                                                   | Pete Michels    | Tom Devanney                                        | 2010. május 9. 2011. február 1.               | 7,22 millió             |
| Quagmire apja, a háborús hős Quahog-ba érkezik. Mikor Peter és Joe találkoznak vele egyből homoszexuálisnak gondolják. Közben Quagmire apja egy nemi átalakító műtétre vállalkozik. Végül Briannél csattan az ostor. |     |                                                                                  |                 |                                                     |                                               |                         |
| 145. | 19. | A nagyszerű forrás (The Splendid Source)                                         | Brian Iles      | Történet: Richard Matheson Tévéjáték:Mark Hentemann | 2010. május 16. 2011. február 8.              | 7,59 millió             |
| Quagmire mesél egy viccet, de mikor Peter meghallja egyből maga alá csinál. Peter-nek nagyon bejön ez a poén, ezért elhatározza, hogy megkeresi a vicc kitalálóját. Az egész országot körbe utazzák és végül megtalálják a mocskos viccek forrását. |     |                                                                                  |                 |                                                     |                                               |                         |
| 146. | 20. | Valami, valami, valami, Sötét Oldal (Something, Something, Something, Dark Side) | Dominic Polcino | Kirker Butler                                       | 2010. május 23. 2011. február 15.             | 6,13 millió             |
| Darth Vadertől üldözve az ifjú Luke Skywalker előtt megjelenik halott mentora Obi-Wan Kenobi, aki azt mondja, hogy menjen a Dagobah bolygóra, hogy Yoda mestertől megtanulja használni az Erőt. |     |                                                                                  |                 |                                                     |                                               |                         |
| 147. | 21. | Elfogult kifejezésmódja a kedvességnek (Partial Terms of Endearment)             | Joseph Lee      | Danny Smith                                         | 2010. június 20. (BBC Three) 2011. március 1. | 1,04 millió (BBC Three) |
| Lois egy főiskolai összejövetelen találkozik régi barátnőjével Naomi-val. Naomi később megkéri Lois-t, hogy hordja ki a gyermekét. Lois egyetért, de miután mind Naomi és a férje meghal, csak ő marad. Lois meg akarja tartani gyereket, Peter viszont az abortusz mellett van. |     |                                                                                  |                 |                                                     |                                               |                         |

## 9. évad (2010-2011)
| Sor. | Év. | Cím                                                                       | Rendező         | Író                                          | Premier                                | Nézettség   |
| --- | --- | ------------------------------------------------------------------------- | --------------- | -------------------------------------------- | -------------------------------------- | ----------- |
| 148. | 1.  | 10 kicsi balfék (And Then There Were Fewer)                               | Dominic Polcino | Cherry Chevapravatdumrong                    | 2010. szeptember 26. 2011. november 1. | 9,41 millió |
| Griffinék és szomszédjaik vacsora meghívást kapnak egy impozáns kastélyba. Miután gyilkosságok történnek és nem tudnak elmenekülni, elhatározzák hogy megfejtik a rejtélyt. |     |                                                                           |                 |                                              |                                        |             |
| 149. | 2.  | Kiválóság a TV-ben (Excellence in Broadcasting)                           | John Holmquist  | Patrick Meighan                              | 2010. október 3. 2011. november 8.     | 7,94 millió |
| Brian megtudja, hogy egy Republikánus képviselő, Rush Limbough érkezik a városba. Mivel ő a Liberalizmus híve, ezért elmegy, hogy alaposan lehordja a képviselőt. Később Limbaugh megmenti az életét, emiatt Brian elolvas néhány lapot a könyvéből. Végül elszánt híve lesz a Republikánizmusnak. |     |                                                                           |                 |                                              |                                        |             |
| 150. | 3.  | Üdv újra, Carter (Welcome Back, Carter)                                   | Cyndi Tang      | Wellesley Wild                               | 2010. október 10. 2011. november 8.    | 7,02 millió |
| Miután Peter rajtakapja Lois apját, hogy viszonya van, Carter mindent megtesz, hogy ne derüljön ki a titok. Peter azonban véletlenül elszólja magát, Lois anyja ragaszkodik a váláshoz, így Peter lesz a felelőse, hogy Carter visszatérjen az agglegény élethez. |     |                                                                           |                 |                                              |                                        |             |
| 151. | 4.  | Halloween a Homok utcában (Halloween on Spooner Street)                   | Jerry Langford  | Andrew Goldberg                              | 2010. november 7. 2011. november 15.   | 7,97 millió |
| Peter és Joe összeállnak, hogy a gyanútlan családon, barátokon és a szomszédokon hajtsák végre a fájdalmas és megalázó Halloweencsínyek sorozatát. Közben Brian megmutatja Stewie-nak hogyan szerezhet édességet halloween napján. Meg pedig részt vesz az első középiskolai Halloween-partiján. |     |                                                                           |                 |                                              |                                        |             |
| 152. | 5.  | Lois kiüt mindenkit (Baby, You Knock Me Out)                              | Julius Wu       | Alex Carter                                  | 2010. november 14. 2011. november 15.  | 7,00 millió |
| Peter jegyeket kap a szülinapján egy box-meccsre. A show házigazdája kihirdeti, hogy a bajnok bárki ellen kiáll a ringbe. Végül Lois elfogadja a kihívást. Peter menedzselésével karriert csinál. |     |                                                                           |                 |                                              |                                        |             |
| 153. | 6.  | Brian bestseller-t ír (Brian Writes a Bestseller)                         | Joseph Lee      | Gary Janetti                                 | 2010. november 21. 2011. november 22.  | 6,59 millió |
| Brian már feladni készül írói karrierjét, amikor Stewie lesz a menedzsere, és egyik könyve bestseller lesz. Hamarosan Brian fejébe száll a siker. |     |                                                                           |                 |                                              |                                        |             |
| 154. | 7.  | Út az Északi-sarkra (Road to the North Pole)                              | Greg Colton     | Chris Sheridan & Danny Smith                 | 2010. december 12. 2011. november 22.  | 8,03 millió |
| Stewie megtudja hogy a Mikulás a bevásárló központban van és megkéri Brian-t hogy vigye el. Azonban a Mikulás gorombán viselkedik és nem hallgatja meg őt. Ezért Stewie bosszúból elmegy az Északi-sarkra, hogy megölje a Mikulást. |     |                                                                           |                 |                                              |                                        |             |
| 155. | 8.  | Új donor a városban (New Kidney in Town)                                  | Pete Michels    | Matt Harrigan & Dave Willis                  | 2011. január 9. 2011. november 29.     | 9,29 millió |
| Peter rászokik a red bullra amit Lois megvon tőle. Peter saját maga akarja elkészíteni az energiaitalt, de emiatt veseelégtelensége lesz. Mivel a nem találnak neki donort, Brian adná neki oda veséjét, de ezt ő nem élné túl. |     |                                                                           |                 |                                              |                                        |             |
| 156. | 9.  | A nevem Joyce Kinney (And I'm Joyce Kinney)                               | Dominic Bianchi | Alec Sulkin                                  | 2011. január 16. 2011. december 6.     | 7,08 millió |
| Lois találkozik Joyce Kinney-el az új híradóssal, aki meghívja őt egy italra. Részegen elárulja neki hogy a főiskolán szerepelt egy pornó filmben. Joyce bemondja ezt a hírt a tv-ben, hogy így vágjon vissza Lois-nak, amiért szemétkedett vele az iskolában. |     |                                                                           |                 |                                              |                                        |             |
| 157. | 10. | Peter G barátai (Friends of Peter G.)                                     | John Holmquist  | Brian Scully                                 | 2011. február 13. 2011. december 6.    | 5,99 millió |
| Brian-t és Peter-t elvonóra ítéli a bíróság, mivel részegen randalíroztak egy moziban. Peter nem tudja ezt betartani, így mikor ittasan egy fának ütközik az autóval, találkozik újra a halállal. Ő rávilágít, hogy ha mértéket tart, akkor nem kell leszoknia. |     |                                                                           |                 |                                              |                                        |             |
| 158. | 11. | Német fickó (German Guy)                                                  | Cyndi Tang      | Patrick Meighan                              | 2011. február 20. 2011. december 13.   | 6,56 millió |
| Chris összebarátkozik Franz-al, az egykori náci tiszttel. Miután rájön az öreg titkára, Franz bezárja őt és Peter-t a pincébe. Az egyetlen ember aki segíthet nekik, nem más mint Herbert. És kezdetét veszi egy "végetnemérő" küzdelem... |     |                                                                           |                 |                                              |                                        |             |
| 159. | 12. | A kéz, mely a kerekesszéket ringatja (The Hand That Rocks the Wheelchair) | Brian Iles      | Tom Devanney                                 | 2011. március 6. 2011. december 13.    | 6,32 millió |
| Meg a szomszédban segít Joe-nak és Susie-nak, amíg Bonnie meglátogatja a beteg apját a kórházban. Teljesen belehabarodik Joe-ba és a felesége akar lenni. Közben Stewie véletlenül létrehozza a gonosz ikertestvérét. |     |                                                                           |                 |                                              |                                        |             |
| 160. | 13. | Helycsere (Trading Places)                                                | Joseph Lee      | Steve Callaghan                              | 2011. március 20. 2011. december 20.   | 6,55 millió |
| Peter és Lois úgy döntenek hogy cserélnek gyerekekkel és így tanítják őket móresre. Ám ők sem sejtették hogy mire vállalkoznak, mert a suli nem olyan mint régen. Chris és Meg viszont hamar beletanul a felnőttek világába, olyannyira hogy Chris átveszi Peter állását! |     |                                                                           |                 |                                              |                                        |             |
| 161. | 14. | Mr. Mosó Masi (Tiegs for Two)                                             | Jerry Langford  | John Viener                                  | 2011. április 10. 2011. december 20.   | 6,61 millió |
| Brian úgy érzi már sosem lesz képes egy komoly kapcsolatra, ezért Peter tanácsára elmegy Quagmire előadására amit a csajozásról tart. A tanultakat felhasználva megpróbálja elcsábítani élete új szerelmét Denise-t, ám ez nem úgy alakul ahogy ő gondolta. Közben Peter a kedvenc ingjét keresi a helyi tisztítóban.                                                                                             |     |                                                                           |                 |                                              |                                        |             |
| 162. | 15. | Fivérek & Nővérek (Brothers & Sisters)                                    | Julius Wu       | Alex Carter                                  | 2011. április 17. 2011. december 27.   | 6,04 millió |
| Lois testvére Carol belehabarodik Adam West polgármesterbe és eltervezik hogy összeházasodnak. Ennek majdnem mindenki örül a Griffin családból kivéve Lois-t, aki nem szeretné hogy a testvére tizedszer is csalódjon a férfiakban, ezért megpróbálja lebeszélni az esküvőről. |     |                                                                           |                 |                                              |                                        |             |
| 163. | 16. | Agymenők (The Big Bang Theory)                                            | Dominic Polcino | David A. Goodman                             | 2011. május 8. 2011. december 27.      | 6,52 millió |
| Brian meg akarja akadályozni, hogy Stewie megváltoztassa a múltját, de véletlenül a Nagy Bumm előtti időbe utaznak. Visszatérésükkor Stewie létrehozza a világegyetemet. Bertram visszamegy az időben, hogy meggyilkolja Stewie egyik ősét (Leonardo da Vinci) és így eltörölje őt az univerzumból. Ezért Stewie és Brian ismét együtt vágnak neki egy kalandos időutazásnak, hogy megakadályozzák a merényletet. |     |                                                                           |                 |                                              |                                        |             |
| 164. | 17. | Külföldi ügyek (Foreign Affairs)                                          | Pete Michels    | Anthony Blasucci & Mike Desilets             | 2011. május 15. 2012. január 3.        | 6,55 millió |
| Bonnie és Lois Párizsba mennek kirándulni, de Bonnie-nak nem ez a fő célja. Joe-t és Susie-t hátrahagyva új kapcsolatot akar kezdeni valakivel, ám Lois nem hagyja ennyiben a dolgot. Közben Peter úgy dönt hogy kiveszi a srácokat a suliból és magántanár lesz. |     |                                                                           |                 |                                              |                                        |             |
| 165. | 18. | Ez csapda! (It's a Trap!)                                                 | Peter Shin      | Cherry Chevapravatdumrong & David A. Goodman | 2011. május 22. 2012. január 3.        | 5,83 millió |
| Peter újrameséli a Csillagok háborúja hatodik epizódját. Miután Luke (Chris) megmentette barátját, Han Solót (Peter) és a szépséges Leia hercegnőt (Lois) a biztos haláltól, ismét csatlakozik Yodához (Carl), hiszen igazi jedi lovaggá kell válnia ahhoz, hogy szembeszállhasson Darth Vaderrel (Stewie) és az Erő sötét oldalával.                                                                             |     |                                                                           |                 |                                              |                                        |             |

## 10. évad (2011-2012)
| Sor. | Év. | Cím                                                                              | Rendező         | Író                                     | Premier                               | Nézettség   |
| --- | --- | -------------------------------------------------------------------------------- | --------------- | --------------------------------------- | ------------------------------------- | ----------- |
| 166. | 1.  | Lottóláz (Lottery Fever)                                                         | Greg Colton     | Andrew Goldberg                         | 2011. szeptember 25. 2014. április 1. | 7,69 millió |
| Quahog városkában hatalmas összeget kóstál a jelenlegi lottónyeremény, amelyre természetesen Peter Griffin is vesz néhány szelvényt. A lottónyereményt készpénzben haza is viszik és Peter elhatározza, hogy megváltoztatja életét. Sajnos ez a változás Peter viselkedése miatt a barátaik, majd az egész vagyonuk elvesztéséhez vezet. Ám egy gyümölcsöző beruházásnak és Glenn Quagmire jó szívének köszönhetően minden újra visszatér a régi kerékvágásba. |     |                                                                                  |                 |                                         |                                       |             |
| 167. | 2.  | A hurrikán, a gomba és a család (Seahorse Seashell Party)                        | Brian Iles      | Wellesley Wild                          | 2011. október 2. 2014. április 3.     | 6,99 millió |
| Egy hatalmas viharnak köszönhetően a család magára marad. Brian, hogy kicsit izgalmasabbá tegye az unalmas várakozást szokásához híven bódítószerekhez nyúl, aminek váratlan hatása lesz a szervezetére. Kalandos és rémisztő álomutazásai alatt, Meg kimutatja családja felé érzett haragját, és minden érzését, végül ráébred arra, hogy számára a családjának boldogsága mindennél fontosabb. |     |                                                                                  |                 |                                         |                                       |             |
| 168. | 3.  | A csend sikolyai: Brenda Q története (Screams of Silence: The Story of Brenda Q) | Dominic Bianchi | Alec Sulkin                             | 2011. október 30. 2014. április 8.    | 5,96 millió |
| Quagmire kórházba kerül, a huga, Brenda és pasija, Jeff segítenek rajta. Mikor Quagmire felépül, rájön, hogy Brenda az, akinek segítségre van szüksége; Quagmire megkéri Petert és Joet, hogy segítsenek neki megölni Brenda barátját. |     |                                                                                  |                 |                                         |                                       |             |
| 169. | 4.  | Stewie vezetni megy (Stewie Goes for a Drive)                                    | Julius Wu       | Gary Janetti                            | 2011. november 6. 2014. április 10.   | 5,82 millió |
| Brian figyelmetlensége miatt Stewie egy pillanatra megízleli a vezetés szépségeit. Elhatározza, hogy elviszi kocsikázni Rupertet, de Justin Bieber-nek köszönhetően egy balesetben ripityára töri Brian hibridjét. Ez alatt Griffinék mellé új Hollywoodi szomszéd költözik, akivel Peter „meleg”, bensőséges kapcsolatot, alakit ki, aminek később a rabjává is válik. |     |                                                                                  |                 |                                         |                                       |             |
| 170. | 5.  | Vissza a pilot epizódhoz (Back to the Pilot)                                     | Dominic Bianchi | Mark Hentemann                          | 2011. november 13. 2014. április 15.  | 6,01 millió |
| Brian egy nyálas teniszlabdának köszönhetően ismét időbeli utazásra kéri Sewiet. Brian megszegi a ”return pad” egyetlen szabályát, hogy a „múltban ne változtass meg semmit”, mert az végzetes hatással lesz a jövőre. Úgy gondolja, 9/11 elhárítása nem olyan nagy dolog… így pár újabb kört, muszáj lesz futniuk a jövőben, a múltban, a múltban, a jövőben, a múltban… és így tovább. |     |                                                                                  |                 |                                         |                                       |             |
| 171. | 6.  | Hálaadás (Thanksgiving)                                                          | Jerry Langford  | Patrick Meighan                         | 2011. november 20. 2014. április 17.  | 6,02 millió |
| Griffinék hálaadási ünnepségre készülnek, ám egy rég nem látott vendég érkezik, Kevin személyében. Egy tekervényes hálaadási történetnek köszönhetően kirobban egy veszekedés és a civakodásban Joe kénytelen letartóztatni elfeledett fiát dezertálás vádjával. De Joe-nak nincs kőből a szíve... |     |                                                                                  |                 |                                         |                                       |             |
| 172. | 7.  | Az amis srác (Amish Guy)                                                         | John Holmquist  | Mark Hentemann                          | 2011. november 27. 2014. április 22.  | 5,50 millió |
| Peter túlsúlya, és egy szerencsétlen vidámpark baleset miatt Griffinék Amish földön kötnek ki. Ám ez a nép, nem látja szívesen a kívülállókat. Meg szerelmi kötődése egy Amish fiúhoz, viszályt szít a két családfő között, ami később erőszakos háborúhoz vezet. De az együttélés szeretete mindig békét hoz a szívekbe! |     |                                                                                  |                 |                                         |                                       |             |
| 173. | 8.  | Egy fiús hétvége (Cool Hand Peter)                                               | Brian Iles      | Artie Johann & Shawn Ries               | 2011. december 4. 2014. április 24.   | 7,14 millió |
| A régi nagy csapat elhatározza, hogy az asszonyok nélkül hatalmas fiús kirándulásra indulnak a party városba New Orleans-be. Ám útközben a körzet rendjének őre nem épp szíves fogadtatásban részesíti őket, és száműzi a fiúkat pár évtized letöltendőre, a helyi kőbányába. A bányából való kalandos szökésük, és Joe helyi segítőinek köszönhetően rájönnek, hogy nincs is fontosabb az otthon és a család biztonságánál. |     |                                                                                  |                 |                                         |                                       |             |
| 174. | 9.  | A zsémbes öregember (Grumpy Old Man)                                             | John Holmquist  | Dave Ihlenfeld & David Wright           | 2011. december 11. 2014. április 29.  | 6,10 millió |
| Stewie nagyszüleivel kirándulni indul, ami majdnem végzetes katasztrófába torkol, az öreg Carter figyelmetlensége miatt. A család elhatározza, hogy a pénzéhes üzletembernek már a karosszékben kellene élveznie a nyugdíjas éveit, így elküldik egy kis kényszerpihenőre. Ám Carter nem sokáig bírja ezt a nyugodt időszakot, és teljesen maga alá kerül. De Peter leleményes helyzetfelismerésének köszönhetően ismét megoldást talál minden problémára. |     |                                                                                  |                 |                                         |                                       |             |
| 175. | 10. | Meg és Quagmire (Meg and Quagmire)                                               | Joseph Lee      | Tom Devanney                            | 2012. január 8. 2014. május 1.        | 6,23 millió |
| Meg 18. szülinapját nem sikerült valami nagy bulival megünnepelni, ám egy kedves szomszéd váratlan ajándékkal toppan be. Persze az ajándék mögött némi hátsó szándék is rejlik, amit Peter, nem igazán néz jó szemmel. Lois hibás látásmódja miatt nem sokon múlt, hogy megtörténjék a baj, de az apai szigor, és a hegyvidéki táj szeretete megakadályozta azt, és még a család is hozzájutott pár hétvégi kikapcsolódáshoz gratis gyanánt! |     |                                                                                  |                 |                                         |                                       |             |
| 176. | 11. | A vak lány (The Blind Side)                                                      | Bob Bowen       | Cherry Chevapravatdumrong               | 2012. január 15. 2014. május 6.       | 8,31 millió |
| Angela elbocsátja Opie-t a sörgyárból, és helyére egy süket lányt vesz fel dolgozni. Glenn ezen felbuzdulva, a helyi italozóban összegyűjt pár bombázót, akik tökéletes testük ellenére rendelkeznek némi hiányossággal. Természetesen Brian is talál magának szemrevaló prédát. Rövid ismerkedésük alatt több zavaró tényező is felszínre kerül, okozva ezzel egy-két kellemetlen szituációt. Brian szerencséjére, hű társa Stewie, segít neki. |     |                                                                                  |                 |                                         |                                       |             |
| 177. | 12. | Az ima ereje (Livin' on a Prayer)                                                | Pete Michels    | Danny Smith                             | 2012. január 29. 2014. május 8.       | 5,92 millió |
| Stewie új játszótársra talál, egy zenés előadás során, de sajnos sokáig nem élvezhetik egymás társaságát. Lois segítsége nélkül a kissrác nagy bajban lenne, hisz súlyos betegségét, és annak orvosi megoldását szülei vallási okokból nem hajlandók elismerni. Ez komoly viszályt szít a két család között, és természetesen az alapja nem más, mint a hit és az észszerűség közötti ellentét. |     |                                                                                  |                 |                                         |                                       |             |
| 178. | 13. | Tom Tucker: A férfi és az álmai (Tom Tucker: The Man and His Dream)              | Greg Colton     | Alex Carter                             | 2012. február 12. 2014. május 13.     | 5,03 millió |
| Peter egy szájmaszknak köszönhetően ráismer, hogy kedvenc Hollywoodi filmjének főszereplője nem más, mint Tom Tucker. Griffin elhatározza, hogy újra sztárt csinál az egykori csillagból, így célba veszik Hollywoodot. Peter annyira belejön a menedzselésbe, hogy Tom-ot inkább leváltja, és helyette átáll, a halála ellenére újra feltűnt James Woods oldalára. Persze ahogy Tom Hollywoodi karrierjének, úgy a Peterének is hamar vége szakad.Eközben Chris randizik egy lánnyal, aki annyira hasonlít a Griffin családra, mintha közülük való lenne.                          |     |                                                                                  |                 |                                         |                                       |             |
| 179. | 14. | Vigyázz, mit kívánsz (Be Careful What You Fish For)                              | Julius Wu       | Steve Callaghan                         | 2012. február 19. 2014. május 15.     | 5,39 millió |
| Amikor Peter és barátai megpróbálnak kimenteni egy Mercedes-Benzt az óceánból, megígéri egy segítőkész delfinnek, hogy segít majd neki. Később a delfin Quahogba látogat, s Peteréknél húzza meg magát, majd beköltözik Cleveland házába az utca túloldalán. Peter megpróbálja egyesíteni a delfint az exfeleségével, abban a reményben, hogy visszamegy az óceánba. De a terv rosszul sül el, és az egész delfin család beköltözik Cleveland házába. Ez idő alatt Stewie egy otthoni óvodába kerül ahol csak saját magukra és a gyermekkori szabadságára vannak utalva a gyerekek. |     |                                                                                  |                 |                                         |                                       |             |
| 180. | 15. | Gyújtogatás pénzért (Burning Down the Bayit)                                     | Jerry Langford  | Chris Sheridan                          | 2012. március 4. 2014. május 20.      | 5,33 millió |
| Peter fűnyírás közben súlyos sebet ejt Quagmire fején, ezért Mort gyógyszertárába sietnek gyógyírért. Mort anyagi nehézségei miatt, Peterék besegítenek neki a munkába, ám végső megoldásnak egy jobb, gyorsabb, kifizetődőbb megoldást találnak, ami felett Joe hivatalból nem tud szemet hunyni. De a személyes negatív és fájdalmas tapasztalatai miatt... |     |                                                                                  |                 |                                         |                                       |             |
| 181. | 16. | A megőrjítő zene (Killer Queen)                                                  | Joseph Lee      | Spencer Porter                          | 2012. március 11. 2014. május 22.     | 5,74 millió |
| Quahog városában hot-dog evő versenyt rendeznek melyet Chris kis fölénnyel, megnyer a világbajnok előtt! A versenyből fakadó (és amúgy is meglévő) túlsúlya miatt szülei fogyókúrás táborba küldik. A táborban rejtélyes gyilkosság veszi kezdetét. A család újra Lois testvérére gyanakszik, ám kiderül ez esetben nem ő a tettes. A sorozatgyilkos egy szerencsétlen baleset következtében életét veszti, köszönhetően Stewie-nak és a Queen-nek! (Az epizód egyik jelenetében felbukkan Barry, aki az Amerikai fater című sorozat egyik szereplője.)                             |     |                                                                                  |                 |                                         |                                       |             |
| 182. | 17. | Emlékezetes (vagy mégsem?) buli (Forget-Me-Not)                                  | Brian Iles      | David A. Goodman                        | 2012. március 18. 2014. május 27.     | 5,61 millió |
| A srácok - Peter, Joe, Brian és Quagmire - éjszakája bulisan sikerül, reggel a kórházban ébrednek, rájönnek, hogy a memóriájuk elveszett, és Quahog lakatlan. Kalandok útján felfedezik, ki hol lakik, kit hogy hívnak, és hogy ki kinek az igazi barátja. |     |                                                                                  |                 |                                         |                                       |             |
| 183. | 18. | Ezt nem teheted a TV-ben, Peter (You Can't Do That on Television, Peter)         | Bob Bowen       | Julius Sharpe                           | 2012. április 1. 2014. május 29.      | 5,05 millió |
| Lois elfoglaltságai miatt megkéri Petert hogy vigyázzon Stewie-ra távolléte alatt. Közös program hiányában a TV előtt Peter beleszeret a Vidám Farm műsorba, amelynek záró epizódját vetítik éppen. Peter elhatározza, hogy nem tud gyerekműsor nélkül élni, így belevág egy saját készítésű színvonalas gyerek-showba, ami majdnem katasztrófával végződik, de Meg talpraesettsége és tapasztalata megmenti Peter életét. |     |                                                                                  |                 |                                         |                                       |             |
| 184. | 19. | Mr. és Mrs. Stewie (Mr. and Mrs. Stewie)                                         | Joe Vaux        | Gary Janetti                            | 2012. április 29. 2014. június 3.     | 5,63 millió |
| Stewie, Briannak köszönhetően egy játszótéren megismerkedik élete párjával. Testben, lélekben, haragban, lelki társra talált a lányban. Ám Stewie régi gonosz énjéhez képest mára már szelídült, és nem feltétlen szeretne minden napot a gyilkolásnak, és a bosszúnak szentelni. Pont emiatt az ellenkezése miatt sodorja legjobb barátját Briant életveszélyes helyzetbe. Ez idő alatt Peter álmatlan éjszakái miatt, elég kellemetlen szituációba kerül Quagmire-rel, de ezt látszólag mind ketten nagyon élvezik.                                                               |     |                                                                                  |                 |                                         |                                       |             |
| 185. | 20. | A párizsi túra (Leggo My Meg-O)                                                  | John Holmquist  | Brian Scully                            | 2012. május 6. 2014. június 5.        | 5,64 millió |
| Meg barátnőjével egy iskolai projekt kapcsán Párizsba utazik, ahol szörnyű emberrablás áldozatává vállnak. Az FBI hivatali okból kiindulva tehetetlen, így a két jóbarátnak Stewie-nak és Brian-nek nincs más lehetősége, maguknak kell megtalálniuk az eltűnt lányokat. Szerencsére Stewie minden haditechnikája mellettük áll, és sikerre vezeti a nyomozásukat... persze a mentőakció pár arab életébe kerül. |     |                                                                                  |                 |                                         |                                       |             |
| 186. | 21. | Tea Peter (Tea Peter)                                                            | Pete Michels    | Patrick Meighan                         | 2012. május 13. 2014. június 10.      | 4,94 millió |
| Miután a Quahog önkormányzata bezárással fenyegeti Peter illegálisan üzemeltetett vállalkozását, Peter belép a Tea pártba, és sikeres kampány keretében megbuktatja az önkormányzatot. Ezalatt Peter apósa, Carter hasznot húz a városban uralkodó káoszból. |     |                                                                                  |                 |                                         |                                       |             |
| 187. | 22. | Family Guy a rövidek 2. (Family Guy Viewer Mail #2)                              | Greg Colton     | Tom Devanney, Alec Sulkin, Deepak Sethi | 2012. május 20. 2014. június 12.      | 5,35 millió |
| Brian és Stewie válaszol az olvasók leveleire, valamint ismét bemutat 3 db beküldött rövidfilmet. Láthatjuk a Griffin család brit változatát, Quahog-t, ahogy Robin Williamsek özönlik el, majd betekintést nyerünk a világra Stewie szemszögéből. |     |                                                                                  |                 |                                         |                                       |             |
| 188. | 23. | Belső ügyek (Internal Affairs)                                                   | Julius Wu       | Wellesley Wild                          | 2012. május 20. 2014. június 17.      | 5,35 millió |
| Peter arra ösztönzi Joe-t, hogy töltsön egy éjszakát vonzó új kolléganőjével, de ezt csak azért teszi, hogy egyenlítse a számlát Bonnie-val, aki tapintatlan volt vele. De amikor Lois megtudja, hogy Bonnie válással fenyeget, ragaszkodik ahhoz, hogy Peter hozza újra össze őket. |     |                                                                                  |                 |                                         |                                       |             |

## 11. évad (2012-2013)
| Sor. | Év. | Cím                                                        | Rendező        | Író                              | Premier                                  | Nézettség   |
| --- | --- | ---------------------------------------------------------- | -------------- | -------------------------------- | ---------------------------------------- | ----------- |
| 189. | 1.  | Hegyre fel! (Into Fat Air)                                 | Joseph Lee     | Alec Sulkin                      | 2012. szeptember 30. 2014. szeptember 9. | 6,55 millió |
| Amikor Griffinék eldöntik, hogy megmásszák a Mount Everestet, s ezzel versenybe szállnak egy másik család ellen, meggyűlik a bajuk a feladattal és a viharokkal. |     |                                                            |                |                                  |                                          |             |
| 190. | 2.  | Peter, a TV-s srác (Ratings Guy)                           | James Purdum   | Dave Ihlenfeld & David Wright    | 2012. október 7. 2014. szeptember 11.    | 6,70 millió |
| Amikor a "Nielsen család" Peter TV-zési szokásainak jár utána, Peter túl sokáig megy el és megpróbálja irányítani a tv-csatornákat. |     |                                                            |                |                                  |                                          |             |
| 191. | 3.  | Az öreg, és az ütős csapat (The Old Man and the Big 'C')   | Brian Iles     | Mike Desilets & Anthony Blasucci | 2012. november 4. 2014. szeptember 16.   | 5,11 millió |
| Amikor Brian rájön, hogy Pewterschmidt gyógyszercége felfedezte a rák ellenszerét, de ezt nem viszi nyilvánosság elé a nyereség érdekében, ő és Stewie megpróbálja leleplezni a világmegváltó titkot. Eközben Quagmire a hajnövesztéssel próbálkozik.                                                                                           |     |                                                            |                |                                  |                                          |             |
| 192. | 4.  | Megfordult idő (Yug Ylimaf)                                | John Holmquist | Mark Hentemann                   | 2012. november 11. 2014. szeptember 18.  | 5,57 millió |
| Brian rosszul használja Stewie időgépét, és az idő visszafelé kezd el telni. Gyorsan kell cselekedniük, mielőtt Stewie születése is meg nem történtté válik. |     |                                                            |                |                                  |                                          |             |
| 193. | 5.  | Joe bosszúja (Joe's Revenge)                               | Bob Bowen      | Julius Sharpe                    | 2012. november 18. 2014. szeptember 23.  | 5,14 millió |
| Joe-t nagyon feldobja, hogy az őt tolószékbe juttató bűnözőt végre elkapták, de mikor újra megszökik rá, Peter-re és Quagmire-re juta a feladat, hogy végleg lezárja ezt a problémát. |     |                                                            |                |                                  |                                          |             |
| 194. | 6.  | Lois előbújik a kagylójából (Lois Comes Out of Her Shell)  | Joe Vaux       | Danny Smith                      | 2012. november 25. 2014. szeptember 25.  | 5,77 millió |
| Lois változó korba lép, ezért újra 20 évesnek képzeli magát. Eközben Stewie gyilkos teknőssel barátkozik. |     |                                                            |                |                                  |                                          |             |
| 195. | 7.  | Barátság extrák nélkül (Friends Without Benefits)          | Jerry Langford | Cherry Chevapravatdumrong        | 2012. december 9. 2014. szeptember 30.   | 5,64 millió |
| Meg randizni akar egy sráccal az iskolából, azonban kiderül, hogy a srác meleg ráadásul Christ kedveli. |     |                                                            |                |                                  |                                          |             |
| 196. | 8.  | Jézus, Mária és József (Jesus, Mary and Joseph!)           | Julius Wu      | Tom Devanney                     | 2012. december 23. 2014. október 2.      | 5,49 millió |
| Peter elmeséli saját történetét a megváltó születéséről. |     |                                                            |                |                                  |                                          |             |
| 197. | 9.  | Űrkadét (Space Cadet)                                      | Pete Michels   | Alex Carter                      | 2013. január 6. 2014. október 7.         | 7,21 millió |
| Hogy ösztönözzék Chris-t Peterék elviszik Floridai űrtáborba, ahol véletlenül kilövi a családját a világűrbe. |     |                                                            |                |                                  |                                          |             |
| 198. | 10. | Brian darabja (Brian's Play)                               | Joseph Lee     | Gary Janetti                     | 2013. január 13. 2014. október 9.        | 6,01 millió |
| Bemutatják Brian új darabját, aminek sikerén Stewie is ír e egyet. Hogy megkímélje a gyors híressé válástól Brian ellopja a művet. |     |                                                            |                |                                  |                                          |             |
| 199. | 11. | A migirifeleség (The Giggity Wife)                         | Brian Iles     | Andrew Goldberg                  | 2013. január 27. 2014. október 14.       | 5,63 millió |
| Quagmire egy italozásuk alkalmával elvesz feleségül egy prostituáltat. Hogy ne veszítse el vagyonát a váláskor, melegnek adja ki magát. |     |                                                            |                |                                  |                                          |             |
| 200. | 12. | Valentin nap Quahog-ban (Valentine's Day in Quahog)        | Bob Bowen      | Daniel Palladino                 | 2013. február 10. 2014. október 16.      | 4,71 millió |
| A Valentin nap minden fejére állít Quahog-ban. Meg szerelmes lesz egy szervkereskedőbe, Stewie a múltban egy nagyon közeli személy pécéz ki magának, Quagmire átéli a szeretői baját, Brian-nek odahívják az összes eddigi kapcsolatát és még Consuela is visszalóg Mexikóba a párjához. Eközben Peterék egy normális napot töltenek az ágyban. |     |                                                            |                |                                  |                                          |             |
| 201. | 13. | Chris keresztje (Chris Cross)                              | Jerry Langford | Anthony Blasucci & Mike Desilets | 2013. február 17. 2014. október 21.      | 4,87 millió |
| Christ meg látja Meg miközben pénzt vesz ki Peter zsebéből és megzsarolja. Eközben Stewie és Brian Anne Murray rajongó lesz. |     |                                                            |                |                                  |                                          |             |
| 202. | 14. | A telefonos ribi (Call Girl)                               | John Holmquist | Wellesley Wild                   | 2013. március 10. 2014. október 23.      | 5,27 millió |
| Amikor a Griffin-család szinte csődbe menne, Loisnak egyedül kell munkát találnia. Egy ügynök "felfedezi a tehetségét": Loisnak csodás hangja van, ráadásul a munka jól fizet. Viszont egy nap Peter felhív egy 'felnőtteknek létrehozott telefonvonalat' ahol a vonal másik végén Lois hangja csendül fel.                                     |     |                                                            |                |                                  |                                          |             |
| 203. | 15. | A turbános cowboy (Turban Cowboy)                          | Joe Vaux       | Artie Johann & Shawn Ries        | 2013. március 17. 2014. október 28.      | 4,92 millió |
| Peter egy ejtőernyős-baleset után áttér a muszlim hitre, amit barátai nem néznek jó szemmel. |     |                                                            |                |                                  |                                          |             |
| 204. | 16. | 12 és fél dühös ember (12 and a Half Angry Men)            | Pete Michels   | Ted Jessup                       | 2013. március 24. 2014. október 30.      | 5,16 millió |
| West polgármestert bíróság elé állítják gyilkosság vádjával és Brianre vár a feladat, hogy tisztázza a nevét. |     |                                                            |                |                                  |                                          |             |
| 205. | 17. | Nagyháj (Bigfat)                                           | Julius Wu      | Brian Scully                     | 2013. április 14. 2014. november 4.      | 5,02 millió |
| Peter, Joe és Quanmire egy kanadai sztriptíz klubba menet lezuhannak a repülőjükkel. Az erdőben Peterből vadember válik. (Az epizódban vendégszerepel a Smith család és Hank Hill) |     |                                                            |                |                                  |                                          |             |
| 206. | 18. | Teljes káosz (Total Recall)                                | Joseph Lee     | Kristin Long                     | 2013. április 28. 2014. november 6.      | 4,89 millió |
| Miután Rupertet, a játékmacit visszahívják a gyárba, Stewie megrendíthetetlenül küzd hogy visszaszerezze a barátját. |     |                                                            |                |                                  |                                          |             |
| 207. | 19. | Mentsük meg a Kagylót (Save the Clam)                      | Brian Iles     | Chris Sheridan                   | 2013. május 5. 2014. november 11.        | 4,79 millió |
| Miután Horace meghal, Peterék megpróbálják megmenteni a Kagylót. |     |                                                            |                |                                  |                                          |             |
| 208. | 20. | Farmer csóka (Farmer Guy)                                  | Greg Colton    | Patrick Meighan                  | 2013. május 12. 2014. november 13.       | 4,82 millió |
| Peter és az egész család elköltözik egy farmra, a Quahog-ban növekvő bűnözés miatt. Később a család felfedezi, hogy a pincében egy meth labor van ahova költöztek. |     |                                                            |                |                                  |                                          |             |
| 209. | 21. | Út Vegasba (Roads to Vegas)                                | Jerry Langford | Steve Callaghan                  | 2013. május 19. 2014. november 18.       | 5,28 millió |
| Stewie és Brian Las Vegasba utaznak, de a teleport meghibásodik és klónozza őket. |     |                                                            |                |                                  |                                          |             |
| 210. | 22. | Nem vénnek való country club (No Country Club for Old Men) | Jerry Langford | Teresa Hsiao                     | 2013. május 19. 2014. november 20.       | 5,16 millió |
| Stewie megtalálja régi szájharmónikáját, amivel Peter fellép egy tehetségkutatóban. A műsorból hazafelé jövet Chris összebarátkozik Quohog leggazdagabb emberének, Barringtonnak az unokájával. Így Peter bekerül a gazdagoknak szóló Club Barringtonba, ahonnét Cartert éppen kiutasítják.                                                     |     |                                                            |                |                                  |                                          |             |

## 12. évad (2013-2014)
| Sor. | Év. | Cím                                                                     | Rendező         | Író                              | Premier                                | Nézettség   |
| --- | --- | ----------------------------------------------------------------------- | --------------- | -------------------------------- | -------------------------------------- | ----------- |
| 211. | 1.  | A megtaláló jutalma (Finders Keepers)                                   | John Holmquist  | Mike Desilets & Anthony Blasucci | 2013. szeptember 29. 2014. december 2. | 5,23 millió |
| Peter meggyőződése a szerint az éttermi tányér alátét egy titkos kincses térkép. A hír elterjed a városban, és mindenki a kincs nyomába ered, a lakosok egymás ellen fordulnak. |     |                                                                         |                 |                                  |                                        |             |
| 212. | 2.  | Csonka Peter (Vestigial Peter)                                          | Julius Wu       | Brian Scully                     | 2013. október 6. 2014. december 4.     | 5,20 millió |
| Kiderül hogy Peter a nyakán hordja a miniatűr ikertestvérét, Chipet ,de egy idő után kezd beleunni az egészbe. Rászánja magát egy szétválasztó műtétre de ezzel nem old meg semmit. |     |                                                                         |                 |                                  |                                        |             |
| 213. | 3.  | Quagmire Quagmireje (Quagmire's Quagmire)                               | Pete Michels    | Cherry Chevapravatdumrong        | 2013. november 3. 2014. december 9.    | 4,87 millió |
| Quagmire egy Szonja nevű lánnyal randevűzik, aki épp annyira aktív szexuálisan mint maga. A történet azonban fordulatot vesz, amikor Szonja elrabolja Quagmire-t, és szexrabszolgájává teszi. Peter, Joe és Ida (Quagmire nemet váltott anyja) felkutatja a várost, hogy megmentse. Ezalatt Brian, Stewie és Rupert egy furcsa szerelmi háromszögbe keveredik.     |     |                                                                         |                 |                                  |                                        |             |
| 214. | 4.  | Egy ökölnyi Meg (A Fistful of Meg)                                      | Joe Vaux        | Dominic Bianchi & Joe Vaux       | 2013. november 10. 2014. december 11.  | 4,18 millió |
| Meg véletlenül ráborította egy srácra a kajáját, ezért a srác el akarja intézni. Közben Peter szexuálisan zaklatja Briant. |     |                                                                         |                 |                                  |                                        |             |
| 215. | 5.  | Boopa-dee Bappa-dee (Boopa-dee Bappa-dee)                               | Mike Kim        | Wellesley Wild                   | 2013. november 17. 2014. december 16.  | 4,46 millió |
| A Griffin család elutazik Olaszországba. Peter nem akar eleinte elmenni, az utazás után viszont hazamenni nem szeretne. |     |                                                                         |                 |                                  |                                        |             |
| 216. | 6.  | Brian élete (Life of Brian)                                             | Joseph Lee      | Alex Carter                      | 2013. november 24. 2014. december 18.  | 4,58 millió |
| Stewie és Brian bajba kerülnek egy újabb időutazás során, mely után Stewie megsemmisíti időgépét. Ám ez hiba volt, mivel nem sokkal ezután Briant elgázolja egy autó, így nem tudja megjavítani, és Brian meghal. A család eltemeti, és nem sokkal később beszereznek egy új kutyát, Vinny-t, akinek életét eleinte Stewie próbálja megkeseríteni.                 |     |                                                                         |                 |                                  |                                        |             |
| 217. | 7.  | A harmónia útjain (Into Harmony's Way)                                  | Brian Iles      | Julius Sharpe                    | 2013. december 8. 2014. december 23.   | 5,36 millió |
| Peter és Quagmire egy sikeres zeneszerző/énekes duót alkotnak. A siker hamar a fejükbe száll. |     |                                                                         |                 |                                  |                                        |             |
| 218. | 8.  | Karácsonyi csóka (Christmas Guy)                                        | Greg Colton     | Patrick Meighan                  | 2013. december 15. 2014. december 30.  | 6,37 millió |
| Mr. Pewterschmidt, Lois apja gyűlöli a Karácsonyt, ezért Peter megpróbálja megszerettetni vele. Közben Stewie egyetlen dolgot szeretne Karácsonyra, hogy Brian ne legyen halott. Hamarosan meglátja, hogy egy múltbéli énje elutazik ide, ezért megpróbálja Vinny-vel lefoglaltatni, hogy ő addig a múltbéli Stewie időgépével visszamenjen a katasztrófa idejére. |     |                                                                         |                 |                                  |                                        |             |
| 219. | 9.  | Peter problémai (Peter Problems)                                        | Bob Bowen       | Teresa Hsiao                     | 2014. január 5. 2015. január 1.        | 5,76 millió |
| Peter-t a munkahelyén előléptetik targoncássá, ám felelőtlen viselkedése miatt később kirúgják. Lois kénytelen munkát vállalni a helyi beváráslóközpontban, ezért Peter háztartásbelivé válik. |     |                                                                         |                 |                                  |                                        |             |
| 220. | 10. | A Grimm meló (Grimm Job)                                                | Joe Vaux        | Alec Sulkin                      | 2014. január 12. 2015. január 6.       | 5,22 millió |
| Stewie-nak alvászavara van, ezért Peter Gimm-mesék olvasával múlatja az időt. Ezek a mesék azonban egészen másak Peter szemszögéből. |     |                                                                         |                 |                                  |                                        |             |
| 221. | 11. | Brian rossz apa (Brian's a Bad Father)                                  | Jerry Langford  | Chris Sheridan                   | 2014. január 26. 2015. január 8.       | 4,11 millió |
| Brian fia, Dylan tévés tini sztárként tér vissza. Brian ahelyett, hogy figyelmeztetné a veszélyekre, fia tévés kapcsolatait kihasználva próbálja építeni írói karrierjét. Eközben egy vadászat közben Peter véletlenül meglövi Quagmire-t, amin a két barát összeveszik, és Joe-nak választania kell közülük.                                                      |     |                                                                         |                 |                                  |                                        |             |
| 222. | 12. | A világ mamája (Mom's the Word)                                         | John Holmquist  | Ted Jessup                       | 2014. március 9. 2015. január 13.      | 4,56 millió |
| Amikor Peter anyja meghal, annak régi barátnője - Evelin - próbálja megnyugtatni. Eközben Brian megpróbál segíteni Stewie-nak túljutni a halállal kapcsolatos félelmén. |     |                                                                         |                 |                                  |                                        |             |
| 223. | 13. | 3 tette az Istennek (3 Acts of God)                                     | Bob Bowen       | Alec Sulkin                      | 2014. március 16. 2015. január 15.     | 4,62 millió |
| Peter kedvenc focicsapata a Patriots meccsére megy, akik ismét kikapnak. Ezek alapján úgy vélik ez a balszerencse csak Isten műve lehet. Ezért Peter Joe-val, Clevelanddel és Quagmire-rel elindul megkeresni Istent. |     |                                                                         |                 |                                  |                                        |             |
| 224. | 14. | Az új örökös (Fresh Heir)                                               | Mike Kim        | Steve Callaghan                  | 2014. március 23. 2015. január 20.     | 4,38 millió |
| Carter eltöri a lábát, ezért Chris vigyáz rá amíg rendbe jön. Carter -mivel olyan jól szórakozott- megváltoztatja a végrendeletét, s mindent Chrisre hagy. Peter ezt nem tudja elviselni, ezért megpróbálja feleségülvenni elsőszülött fiát. |     |                                                                         |                 |                                  |                                        |             |
| 225. | 15. | Más szájából (Secondhand Spoke)                                         | Julius Wu       | Dave Ihlenfeld & David Wright    | 2014. március 30. 2015. január 22.     | 4,17 millió |
| Stewie segít Chrisnek a hátizsákjából leszerelni a szekálókat a suliban. Peter elkezd cigizni, hogy lóghasson a munkahelyén. |     |                                                                         |                 |                                  |                                        |             |
| 226. | 16. | Herpesz avagy a szerelem fáj (Herpe the Love Sore)                      | Greg Colton     | Andrew Goldberg                  | 2014. április 6. 2015. január 27.      | 4,77 millió |
| Stewie vérszerződést köt Briannel, és herpeszt kap tőlle. Közben Peter szerez egy ostort, ami azonban nem sokat segít, mikor a kocsmában három kigyúrt fickó elveszi az asztalukat. |     |                                                                         |                 |                                  |                                        |             |
| 227. | 17. | A legérdekesebb ember a világon (The Most Interesting Man in the World) | Joseph Lee      | Tom Devanney                     | 2014. április 13. 2015. január 29.     | 4,39 millió |
| Peter elveszíti Stewiet a játszótéren, ezért Lois Petert idiótának nevezi. Joe és Quagmire azt javasolják, hogy kicsit művelődnie kéne, ezért Peter jelentkezik egy üzleti útra. Az út során sokat tanul és jól szórakozik, ezért elkezd üzleti utakra járni. Azonban túlságosan is művelt lesz a többiekhez képest.                                               |     |                                                                         |                 |                                  |                                        |             |
| 228. | 18. | Csajom apja ideges (Baby Got Black)                                     | Brian Iles      | Kevin Biggins & Travis Bowe      | 2014. április 27. 2015. február 3.     | 4,02 millió |
| Peter, Joe és Quagmire azon versenyeznek, melyikük tud tovább ébren maradni. Chris összejön Jerome lányával. Jerome azonban nem nézi jó szemmel, hogy a lánya fehér fiúval jár. |     |                                                                         |                 |                                  |                                        |             |
| 229. | 19. | Meg és a bűz (Meg Stinks!)                                              | Bob Bowen       | Danny Smith                      | 2014. május 4. 2015. február 5.        | 4,40 millió |
| Peter elviszi Meget az egyetemi interjúra Vermontba, és az úton összebarátkozni. Briant lespricceli egy borz (a szinkronban "görénynek" nevezik) ezért kint kell lakinia a kertben. |     |                                                                         |                 |                                  |                                        |             |
| 230. | 20. | Cleveland visszatér (He's Bla-ack!)                                     | Steve Robertson | Julius Sharpe                    | 2014. május 11. 2015. február 10.      | 4,16 millió |
| Cleveland visszatér Quahogba, aminek Peterrel együtt nagyon örülnek. Ám egy kis vita miatt Dana és Lois összekapnak és megtiltják a férjeiknek hogy találkozzanak. |     |                                                                         |                 |                                  |                                        |             |
| 231. | 21. | Stewie új családja (Chap Stewie)                                        | Joe Vaux        | Artie Johann & Shawn Ries        | 2014. május 18. 2015. február 12.      | 3,88 millió |
| Stewie megelégeli hogy a családja hülyékből áll és visszamegy az időben hogy megakadályozza születését. Sikeresen újjászületik egy angol családba de rá kell jönnie hogy bár az igazi családtagjai mind barmok, de az ő barmai. |     |                                                                         |                 |                                  |                                        |             |

## 13. évad (2014-2015)
| Sor. | Év. | Cím                                                                                  | Rendező         | Író                       | Premier                                | Nézettség   |
| --- | --- | ------------------------------------------------------------------------------------ | --------------- | ------------------------- | -------------------------------------- | ----------- |
| 232. | 1.  | A Simpson Családi Csóka (1. rész) (The Simpsons Guy)                                 | Peter Shin      | Patrick Meighan           | 2014. szeptember 28. 2016. április 28. | 8,45 millió |
| Mikor Peter egy szexista képregényt rajzol, átmenetileg el kell hagyniuk Quahog városát, és Springfield-ben kötnek ki. Mivel az autójukat ellopták, Homer Simpson segít nekik megkeresni. Stewie gördeszkázni tanul Barttól, Lisa pedig Meget veszi kezelésbe. Brian és Chris eközben sétálni viszik Krampuszt, aki megszökik.                                           |     |                                                                                      |                 |                           |                                        |             |
| 233. | 2.  | A Simpson Családi Csóka (2. rész) (Simpson Guy Pt. 2)                                | Mike Kim        | Mike Desilets             | 2014. szeptember 28. 2016. május 5.    | 8,45 millió |
| Megkerül a Griffin család kocsija. Peter hálából egy karton Pawtucket sört ajándékoz Homernak, aki hamarosan leleplezi, hogy az csak a Duff silány koppintása. A lopás miatt megszűnik Peter munkahelye, a sörgyár. Az epizód végén epikus harc kezdődik Peter és Homer között, aminek a végén arra jutnak, hogy másolhatják egymást, de tartsanak egymástól távolságot. |     |                                                                                      |                 |                           |                                        |             |
| 234. | 3.  | Joe könyve (The Book Of Joe)                                                         | Jerry Langford  | Mark Hentemann            | 2014. október 5. 2016. május 12.       | 4,74 millió |
| Peter segít megjelentetni Joe mesekönyvét, "A derűs mókust", amely álnéven (David Chicago) Peter prezentálásában jön ki. Brian teljesen extázisba esik, amikor először tapasztalja meg egy barátnője által a futás erejét. |     |                                                                                      |                 |                           |                                        |             |
| 235. | 4.  | Rossz sütés (Baking Bad)                                                             | John Holmquist  | Steve Marmel              | 2014. október 19. 2016. május 19.      | 3,63 millió |
| Lois süteményeiből egész szép vállalkozás kerekedik, amit Peter tönkretesz azzal, hogy sztriptízbárt csinál a sütizőből. Stewie, hála Briannek, a köptető függője lesz. |     |                                                                                      |                 |                           |                                        |             |
| 236. | 5.  | Brian, az ingatlanügynök (Brian The Closer)                                          | Julius Wu       | Cherry Chevapravatdumrong | 2014. november 9. 2016. május 26.      | 4,46 millió |
| Peter egy balesetben kitöri Brian fogait. Miután újakat kap, a fogsorát látva ingatlanügynöki állást adnak neki. Képzettségét csakhamar arra használja, hogy átverje Quagmire-t. |     |                                                                                      |                 |                           |                                        |             |
| 237. | 6.  | Pulykacsókák (Turkey Guys)                                                           | Joseph Lee      | Ted Jessup                | 2014. november 16. 2016. június 2.     | 4,44 millió |
| Peter részegen befalja a másnapi hálaadás-vacsorára szánt pulykát, ezért rá és Brianre vár a feladat, hogy kerítsenek egyet, még mielőtt megérkeznek a vendégek. Közben Chris azt hiszi, hogy apja távollétében neki kell lennie a ház urának. |     |                                                                                      |                 |                           |                                        |             |
| 238. | 7.  | A 2000 éves szűz (The 2000 Year-Old Virgin)                                          | Joe Vaux        | Alex Carter               | 2014. december 7. 2016. június 9.      | 5,53 millió |
| Peter találkozik Jézussal a plázában, aki egy kis beszélgetés után bevallja neki, hogy még mindig szűz. Peter és a barátai partnert igyekeznek keríteni neki, hogy elveszthesse a szüzességét. Csakhamar kiderül, hogy Jézus egy imposztor, akimár számtalanszor eljátszotta ezt a trükköt.                                                                              |     |                                                                                      |                 |                           |                                        |             |
| 239. | 8.  | Stewie, Chris & Brian zseniális kalandja (Stewie, Chris & Brain Excellent Adventure) | John Holmquist  | Aaron Lee                 | 2015. január 4. 2016. június 16.       | 4,12 millió |
| Stewie és Brian egy időgépes utazásra viszik Christ, hogy a történelmi személyiségeket látva írjon egy esszét és ne bukjon meg történelemből. Véletlenül 1912-ben ragadnak, éppen a Titanic fedélzetén. |     |                                                                                      |                 |                           |                                        |             |
| 240. | 9.  | A félkegyelmű Brian (Our Idiot Brian)                                                | Brian Iles      | Kristin Long              | 2015. január 11. 2016. június 23.      | 3,19 millió |
| Brian megír egy tesztet Meg helyett, és kiderül, hogy mégsem olyan okos, mint azt hitte magáról. Ennek hatására Peter bevezeti a suttyóság rejtelmeibe. |     |                                                                                      |                 |                           |                                        |             |
| 241. | 10. | Ez a kis malacka (This Little Piggy)                                                 | Greg Colton     | Tom Devanney              | 2015. január 25. 2016. június 30.      | 2,81 millió |
| Meg modellnek áll, mígnem rájön, hogy lábfetisiszták számára kell modellt állnia. Stewie otthagyja egy időre az óvodát, hogy egy folk fesztiválon vegyen részt. |     |                                                                                      |                 |                           |                                        |             |
| 242. | 11. | Quagmire anyja (Quagmire's Mom)                                                      | Jerry Langford  | Lew Morton                | 2015. február 8. 2016. július 7.       | 2,51 millió |
| Quagmire-t megrontás miatt bíróság elé állítják, és anyja, Crystal lesz a védője, aki fanatikus keresztény lett. Peter felfedezi, hogy a második neve Justin, ezért ehhez a névhez igyekszik személyiségét igazítani. |     |                                                                                      |                 |                           |                                        |             |
| 243. | 12. | Griffin Enciklopédia (Encyclopedia Griffin)                                          | Steve Robertson | Gary Janetti              | 2015. február 15. 2016. július 14.     | 3,98 millió |
| Peter és haverjai magánnyomozónak állnak, és döbbenten jönnek rá, hogy Chris egy tolvaj. Lois eközben amiatt aggódik, mert Chris beteges viszonyba kezd egy saját maga épített rongybabával. |     |                                                                                      |                 |                           |                                        |             |
| 244. | 13. | Stewie terhes (Stewie Is Enceinte)                                                   | Mike Kim        | Travis Bowe               | 2015. március 8. 2016. július 21.      | 3,45 millió |
| Mikor Stewie úgy érzi, hogy Brian kezd eltávolodni tőle, úgy dönt, hogy megtermékenyíti magát Brian DNS-ével. Eközben Peter és haverjai internetes vírusvideót akarnak forgatni. |     |                                                                                      |                 |                           |                                        |             |
| 245. | 14. | Dr. C és a nők (Dr. C and the Women)                                                 | Julius Wu       | Artie Johann & Shawn Ries | 2015. március 15. 2016. július 28.     | 3,11 millió |
| Meg a repülőtéren kezd el dolgozni, ahol elég népszerű lesz, mert ő néz ki a legjobban. Cleveland terapeutának áll, amivel kicsit beleavatkozik a párkapcsolatába Peternek - aki ezért bosszút akar állni egy régi titok napvilágra hozatalával. |     |                                                                                      |                 |                           |                                        |             |
| 246. | 15. | Hashtag JOLO (#JOLO)                                                                 | Joseph Lee      | Anthony Blasucci          | 2015. április 12. 2016. augusztus 4.   | 3,30 millió |
| Peter megtalál egy elveszett gyereket, aminek hála a város hőse lesz. Eközben Joe rosszul éli meg a dolgokat, és elhatározza, hogy a Niagara-vízeséshez megy a barátaival - hogy ott öngyilkos legyen. |     |                                                                                      |                 |                           |                                        |             |
| 247. | 16. | Egyszer megharap (Once Bitten)                                                       | Joe Vaux        | Andrew Goldberg           | 2015. április 19. 2016. augusztus 11.  | 3,17 millió |
| Briant kutyaiskolába küldik, miután megharapja Petert. A képzésnek hála a személyisége teljesen szolgai lesz. Neil Goldman összebarátkozik Chrisszel, csak azért, hogy Meg közelébe kerülhessen. |     |                                                                                      |                 |                           |                                        |             |
| 248. | 17. | Leégetett csóka (Roasted Guy)                                                        | Brian Iles      | Jaydi Samuels             | 2015. április 26. 2016. augusztus 18.  | 3,68 millió |
| Peter egy egész órás leégetés szerveztet magának az ismerőseivel, de a vicceskedő őszinteségüktől megbántódik. Új barátokat talál pár pletykás nő személyében, akik mindenkiről rosszakat mondanak a háta mögött. |     |                                                                                      |                 |                           |                                        |             |
| 249. | 18. | Harcoló írek (Fighting Irish)                                                        | Brian Iles      | Jaydi Samuels             | 2015. május 3. 2016. augusztus 25.     | 3,68 millió |
| Peter mindenkinek azzal henceg, hogy simán leverné Liam Neesont. Amikor az élet úgy hozza, hogy szembetalálkozik a színésszel, mégsem mer szembeszállni, hanem a szolgája lesz. Stewie féltékeny lesz, amikor Lois lesz az ügyeletes szülő az oviban, és más gyerekekkel is foglalkozik.                                                                                 |     |                                                                                      |                 |                           |                                        |             |
| 250. | 19. | Vidd a nejem (Take My Life)                                                          | John Holmquist  | Kevin Biggins             | 2015. május 17. 2016. szeptember 1.    | 2,85 millió |

## 14. évad (2015-2016)
| Sor. | Év. | Cím                                                   | Rendező         | Író                       | Premier                               | Nézettség   |
| --- | --- | ----------------------------------------------------- | --------------- | ------------------------- | ------------------------------------- | ----------- |
| 251. | 1.  | Lágyan fosztogató (Pilling Them Softly)               | Jerry Langford  | Hayes Davenport           | 2015. szeptember 27. 2017. január 12. | 2,87 millió |
| Stewie-nak gyógyszert kell szednie, mivel a bölcsödében figyelemzavarral küzd. A tablettáktól teljesen lelassul, ezért Brian -- tudva, hogy a lustákat az ilyen gyógyszerek felpörgetik -- elkezdi szedni, aminek a hatására megír egy fantasy regényt. Eközben Peter és Quagmire főzőműsor vezetésébe kezd a TV-ben, melynek végén szakács-párbajt játszanak: aki nyer, annak a műsora megmarad.                                             |     |                                                       |                 |                           |                                       |             |
| 252. | 2.  | Stue Idegbeteg (Papa Has a Rollin' Son)               | Steve Robertson | Danny Smith               | 2015. október 4. 2017. január 12.     | 3,56 millió |
| Joe a balesete óta nem beszélt az apjával, aki mindig is kigúnyolta a rokkantakat. Peter ennek ellenére meghívja Joe apját, de kénytelen Joe szerepébe bújni. Idővel Peter megtalálja Budban az apapótlékot, miután egyik apja sem foglalkozott vele. Dr. Hartman szerint Stewie egész életében törpe marad de Tom Cruise bemutatja a törpeség jó oldalát. Később kiderül hogy Stewie mégse lesz törpe de Tom Cruise nem akar leszállni róla. |     |                                                       |                 |                           |                                       |             |
| 253. | 3.  | Robot csóka (Guy, Robot)                              | Mike Kim        | Chris Regan               | 2015. október 11. 2017. január 19.    | 2,79 millió |
| Brian fellép a helyi stand-up comedy esten, ahol Stewie vicceivel arat sikert. Stewie ezért megharagszik rá és új robotbarátot épít magának Brian helyett, aki később a fejére nő. Eközben Lois és Peter új matracot vesznek, azonban ez problémákat okoz a szexuális életükben. |     |                                                       |                 |                           |                                       |             |
| 254. | 4.  | Peternormal Activity (Peternormal Activity)           | Greg Colton     | Chris Sheridan            | 2015. október 25. 2017. január 19.    | 3,85 millió |
| Peter, Quagmire, Joe és Cleveland egy rossz mozis élményt követően eldöntik, hogy saját horrorfilmet fognak készíteni. Emiatt elmennek a már bezárt elmegyógyintézetbe, ahol különböző ijesztő történeteket mesélnek egymásnak. A félelmetes hangulat miatt idegesek lesznek és megölik az intézet gondnokát. Eközben Brian szemüveges lesz, amit Stewie feleslegesnek tart.                                                                  |     |                                                       |                 |                           |                                       |             |
| 255. | 5.  | Peter, Chris és Brian (Peter, Chris, & Brian)         | Joe Vaux        | Patrick Meighan           | 2015. november 8. 2017. január 26.    | 2,58 millió |
| Peter egy régi videót néz önmagáról, melynek hatására rájön, hogy nem az a felnőtt lett belőle, mint akit szeretett volna. Mivel Chist is ugyanilyennek látja, ezért eldönti, hogy Brian gondjaira bízza őt, nevelje ki művelt felnőtté. |     |                                                       |                 |                           |                                       |             |
| 256. | 6.  | Peter nővére (Peter's Sister)                         | John Holmquist  | Tom Devanney              | 2015. november 15. 2017. január 26.   | 2,91 millió |
| Peter nővére, Karen a Griffin családdal szeretné ünnepelni a hálaadást. Peternek ez azonban nem tetszik, azok után hogy Karen gyerekkorukban állandóan szadizott vele, és egy pankrátor küzdelemmel akar lezárni mindent. Ebben segítségére lesz Meg, aki mindenkinél többet tud a szadizásról. |     |                                                       |                 |                           |                                       |             |
| 257. | 7.  | Véletlen hívás (Hot Pocket-Dial)                      | Steve Robertson | Aaron Lee                 | 2015. november 22. 2017. február 2.   | 3,37 millió |
| Peter és Lois együtt vacsorázik Quagmire-rel és Idaval. A vacsorát követően Quagmire bevallja Idanak, hogy mindig is szerelmes volt Loisba. Egy véletlen zsebhívás miatt Peter ezt megtudja és a két barát között feloldhatatlannak tűnő konfliktust okoz. |     |                                                       |                 |                           |                                       |             |
| 258. | 8.  | Swanson től a barátságon (Brokeback Swanson)          | Julius Wu       | Ted Jessup                | 2015. december 6. 2017. február 2.    | 3,63 millió |
| Peterék bikafuttatáson vesznek részt de kénytelenek Joet is magukkal vinni. Egy eldobott söröskupak miatt Joe nyaktól lefelé teljesen megbénul és Bonnie is elhagyja a gyerekkel együtt. Eközben Brian egy Tori nevű lánnyal randizik, amíg rá nem jön hogy a nő férjnél van. Brian kénytelen jó kutyát játszani hogy ne bukjon le a csávó előtt, aki egy idegbeteg állat.                                                                    |     |                                                       |                 |                           |                                       |             |
| 259. | 9.  | Lövés a sötétben (A Shot in the Dark)                 | Brian Iles      | Mike Desilets             | 2015. december 13. 2017. február 9.   | 3,74 millió |
| Peter az éjszakában járőrözik a többiekkel de félreértésből rálő Cleveland fiára. Clevelandet kivéve mindenki eltekint ettől az esettől, de Peter egy véletlen folytán felgyújtja Cleveland házát és mindenki rasszistának nézi. Peternek választania kell: Börtönbe megy vagy elveszíti Clevelandet. |     |                                                       |                 |                           |                                       |             |
| 260. | 10. | Nasi Quahog Cukorka! (Candy, Quahog Marshmallow)      | Joseph Lee      | Cherry Chevapravatdumrong | 2016. január 3. 2017. február 9.      | 3,26 millió |
| Quagmire Koreában közismert színész Amerikai Johnny néven. Peter meg szeretné nézni Quagmire sorozatának utolsó részét, amihez Dél-Koreába kell menniük. Quagmire találkozik a filmbeli partnerével, és úgy dönt, Koreában marad Szu Chival. |     |                                                       |                 |                           |                                       |             |
| 261. | 11. | A mogyoróvajreklám (The Peanut Butter Kid)            | Greg Colton     | Artie Johann              | 2016. január 10. 2017. február 16.    | 3,92 millió |
| A Griffin család anyagi gondokkal küzd, ezért Peter kitalálja, hogy fémdetekrorral fog pénzt keresni. A plázában azonban kiválasztják Stewie-t, hogy ő legyen az új mogyoróvaj reklám arca. A frissen jött színész karrier azonban rossz döntésekre sarkallja Petert és Loist. |     |                                                       |                 |                           |                                       |             |
| 262. | 12. | Átvert amcsik (Scammed Yankees)                       | Jerry Langford  | Ray James                 | 2016. január 17. 2017. február 16.    | 3,40 millió |
| Carter és Peter kitalálja, hogy 100.000 dollárt utal egy nigiériai hercegnek, aki majd visszautal neki 1.000.000 dollárt. Carter dühös lesz, amiért átverték őt, ezért Peterrel elutazik Nigériába, hogy visszaszerezze a pénzét. |     |                                                       |                 |                           |                                       |             |
| 263. | 13. | A nap app-ja (An App a Day)                           | Mike Kim        | Anthony Blasucci          | 2016. február 14. 2017. február 23.   | 2,57 millió |
| Chris megkapja Petertől az első mobilját. A telefonjával úgy akarja felszedni egy osztálytársát, hogy küld neki egy képet, ami aztán bajba sodorja őt. Eközben Stewie és Brian indulnak a helyi sportklubban a teniszversenyen. |     |                                                       |                 |                           |                                       |             |
| 264. | 14. | Kiskorú Peter (Underage Peter)                        | Joseph Lee      | Shawn Ries                | 2016. február 21. 2017. február 23.   | 2,72 millió |
| Új piálási törvény van Quahogban, miszerint csak az 50 felettiek ihatnak. Peter azonban rájön hogy Brian 50 felett van és kihasználják hogy ingyen piálhassanak. Peter azonban beköpi Briant, majd mindketten közmunkára kényszerülnek. Mind egyetértenek hogy ez a törvény baromság és követelik hogy töröljék el. Kiderül hogy a polgármester maga sem tartja be a törvényt.                                                                |     |                                                       |                 |                           |                                       |             |
| 265. | 15. | Sok, ami fent folyik (A Lot Going on Upstairs)        | Joe Vaux        | Steve Callaghan           | 2016. március 6. 2017. március 2.     | 2,74 millió |
| Peter kitalálja, hogy a padláson kialakít magának egy szobát, ahol Joe-val, Clevelanddel és Quagmire-rel tudnak szórakozni.Eközben Stewie-t rémálmok gyötrik, ezért megkéri Briant, hogy vessen véget azoknak. |     |                                                       |                 |                           |                                       |             |
| 266. | 16. | Az összetört szívű kutya (The Heartbreak Dog)         | Brian Iles      | Lew Morton                | 2016. március 13. 2017. március 2.    | 2,98 millió |
| 267. | 17. | Vigyünk egy levelet (Take a Letter)                   | John Holmquist  | Kevin Biggins             | 2016. április 17. 2017. március 9.    | 2,93 millió |
| 268. | 18. | Öreg Tom új kalandjai (The New Adventures of Old Tom) | Steve Robertson | Travis Bowe               | 2016. május 8. 2017. március 9.       | 2,76 millió |
| Lois, Donna és Bonnie ráfügg az új TV-bemondóra, ezért Tom Tucker háttérbe szorul. Peter azt javasolja neki, hohy bizonyítsa be, hogy ő fiatalosabb az új pasinál. Eközben Brian úgy akar felszedni egy ékszerbolti eladót, hogy vesz egy 10.000 dolláros gyémántgyűrűt, de Chris megeszi azt. |     |                                                       |                 |                           |                                       |             |
| 269. | 19. | Fuss, Chris, Fuss (Run, Chris, Run)                   | Julius Wu       | Damien Fahey              | 2016. május 15. 2017. március 16.     | 2,65 millió |
| Peter, Joe és Quagmire ott hagyja Clevelandot a kocsmában, emiatt neki kell kifizetnie a teljes számlát, ezen megsértődve Jerome-mal kezd el barátkozni. Eközben Chris kitalálja, hogy indulni fog a bálkirályi címért, amit meg is nyer, de osztálytársai nem önzetlenségből szavaztak rá. |     |                                                       |                 |                           |                                       |             |
| 270. | 20. | Út Indiába (Road to India)                            | Greg Colton     | Danny Smith               | 2016. május 22. 2017. március 16.     | 2,59 millió |

## 15. évad (2016-2017)
| Sor. | Év. | Cím                                                                  | Rendező         | Író                       | Premier                               | Nézettség   |
| --- | --- | -------------------------------------------------------------------- | --------------- | ------------------------- | ------------------------------------- | ----------- |
| 271. | 1.  | Bababanda (The Boys in the Band)                                     | Joseph Lee      | Chris Regan               | 2016. szeptember 25. 2018. február 1. | 2,80 millió |
| Stewie és Brian egy gyerekeknek zenélő duót alapítanak, ahol igazi gyerektémákat dolgoznak fel. Minden rendben megy, míg fel nem bukkan Stewie régi szerelme és riválisa, Olivia. Chris egy kis mellékesért Quagmire szex-személyi asszisztense lesz. |     |                                                                      |                 |                           |                                       |             |
| 272. | 2.  | A baseball balhé (Bookie of the Year)                                | Jerry Langford  | Daniel Peck               | 2016. október 2. 2018. január 11.     | 3,47 millió |
| Chris valójában egy tehetséges baseballjátékos, Peter ezt kihasználva folyamatosan Chrisre fogad. Azonban idővel mindenki Chris csapatára teszi a pénzét, Peter pedig megpróbálja rávenni a fiát, hogy veszítse el a meccset, garantálva ezzel Peter sikerét. Eközben Stewie, Brian, és Frank Sinatra Jr. éttermet nyitnak, ami veszteséges, mert ingyen adják az ételt.                    |     |                                                                      |                 |                           |                                       |             |
| 273. | 3.  | Amerikai Gigg-olo (American Gigg-olo)                                | Mike Kim        | Chris Sheridan            | 2016. október 16. 2018. január 25.    | 3,68 millió |
| A pilótasztrájk alatt Quagmire új munka után néz, és hímprostinak áll. Peter felcsap a segítőjének, azonban hamarosan a stricijeként kezd el viselkedni. Eközben Brian kénytelen munkát vállalni, miután Peter felmondja az életbiztosítását. |     |                                                                      |                 |                           |                                       |             |
| 274. | 4.  | Family Guy, a kulisszák mögött (Inside Family Guy)                   | Joe Vaux        | Andrew Goldberg           | 2016. október 23. 2018. január 25.    | 2,49 millió |
| Eben az epizódban James Woods kalauzol el minket a kulisszák mögé. Petert kirúgják a sorozatból, és míg helyettest keresnek, ő új sorozatot tervez. |     |                                                                      |                 |                           |                                       |             |
| 275. | 5.  | Beswiftelve (Chris Has Got a Date, Date, Date, Date, Date)           | Brian Iles      | Artie Johann              | 2016. november 6. 2018. február 8.    | 2,60 millió |
| Taylor Swift, Chris felkérésére elkíséri őt az iskolai bálra. Kialakul köztük valami, de Taylor Swift mégis kidobja őt, hogy ebből merítsen ihletet az új dalához. Peter Uber-sofőrnek áll. |     |                                                                      |                 |                           |                                       |             |
| 276. | 6.  | Oltatlan állapotban (Hot Shots)                                      | John Holmquist  | David A. Goodman          | 2016. november 13. 2018. február 15.  | 3,58 millió |
| Peter és Lois bedőlnek az oltásellenes mozgalomnak, aminek köszönhetően egész Quahogban kitör a járvány. |     |                                                                      |                 |                           |                                       |             |
| 277. | 7.  | Kötelezők röviden (High School English)                              | Steve Robertson | Ted Jessup                | 2016. november 20. 2018. február 22.  | 2,74 millió |
| Míg Peter a rendőrök elől bujkál, bemutat nekünk különféle kötelező olvasmányokat a saját stílusában feldolgozva: A nagy Gatsby, Tom Sawyer, Huckleberry Finn, és az Egerek és emberek. |     |                                                                      |                 |                           |                                       |             |
| 278. | 8.  | Carter és Tricia (Carter and Tricia)                                 | Mike Kim        | Patrick Meighan           | 2016. december 4. 2018. március 1.    | 3,45 millió |
| Trüsi Tekibana megjátssza, hogy Carter Pewterschmidt szeretője lesz, csak azért, hogy lehozzon egy riportot, amivel lejárathatja. Brian jogosítványa lejár, és Stewie segítségét kéri a meghosszabbításhoz. |     |                                                                      |                 |                           |                                       |             |
| 279. | 9.  | Hogy lopta el Griffin a karácsonyt (How the Griffin Stole Christmas) | Julius Wu       | Aaron Lee                 | 2016. december 11. 2018. március 8.   | 3,05 millió |
| Peter áruházi Mikulásnak áll, és elkezd visszaélni a hírnevével. Amikor az igazi Mikulás ezt megtudja, elhatározza, hogy móresre tanítja. Eközben Stewie és Brian karácsonyi bulikat tesznek tönkre. |     |                                                                      |                 |                           |                                       |             |
| 280. | 10. | Nézeteltérítés (Passenger Fatty-Seven)                               | Greg Colton     | Alex Carter               | 2017. január 8. 2018. március 15.     | 4,00 millió |
| Quagmire, Peter, Joe, és Cleveland San Franciscóba utaznak. Hazafelé eltérítik a gépüket, és Quagmire minden tudására szükségük van, hogy megmeneküljenek. |     |                                                                      |                 |                           |                                       |             |
| 281. | 11. | Gronk szomszédság (Gronkowsbees)                                     | Jerry Langford  | Cherry Chevapravatdumrong | 2017. január 15. 2018. március 22.    | 3,55 millió |
| Rob Gronkowski, a New England Patriots játékosa a szomszédságba költözik, és tönkreteszi az ott élők életét a bulizási szokásaival. Stewie méhészkedni kezd, Brian javaslatára pedig eladja a mézét. |     |                                                                      |                 |                           |                                       |             |
| 282. | 12. | Süket duma (Peter's Def Jam)                                         | Joe Vaux        | Anthony Blasucci          | 2017. február 12. 2018. március 29.   | 1,86 millió |
| Egy félresikerült podcast-adás után Peter DJ-nek áll, de megsüketül a hangos zenétől. Miután Lois allergiás lesz, Brian ideiglenesen Stewie szobájába költözik. |     |                                                                      |                 |                           |                                       |             |
| 283. | 13. | Tokkal, vonóval (The Finer Strings)                                  | Joseph Lee      | Shawn Ries                | 2017. február 19. 2018. április 5.    | 2,26 millió |
| Amikor Carter átmenetileg megvakul, Brian lesz a vakvezető kutyája. Eközben a többiek vonósnégyest alapítanak, de kiteszik Petert, mert nem gyakorol teljes elánnal. |     |                                                                      |                 |                           |                                       |             |
| 284. | 14. | Tinder Meglepetés (The Dating Game)                                  | Brian Iles      | Tom Devanney              | 2017. március 5. 2018. április 12.    | 2,48 millió |
| Quagmire felfedezi a Tindert, és teljesen a rabjává válik. Stewie-nak a gerincferdülése miatt fűzőt kell hordania, amit először ellenez, de aztán rájön, hogy emiatt különleges bánásmódot kap. |     |                                                                      |                 |                           |                                       |             |
| 285. | 15. | A fél zsaru óriás (Cop and a Half-wit)                               | John Holmquist  | Ray James                 | 2017. március 12. 2018. április 19.   | 2,51 millió |
| Peter segít megoldani Joe-nak pár bűnügyet, amit Joe a saját sikereként állít be. Stewie-t kislánynak nézik, ezért férfias sportokban vesz részt - többek között amerikai futballban, amiben szerez egy csúnya fejsérülést. |     |                                                                      |                 |                           |                                       |             |
| 286. | 16. | A háj és a párja (Saturated Fat Guy)                                 | Steve Robertson | Damien Fahey              | 2017. március 19. 2018. április 26.   | 2,34 millió |
| Lois egészséges ételeket főz, amit Peter nem bír, ezért megnyitja a saját kocsis kifőzdéjét, ahol csupa egészségtelen ételt főz. Közben Meg csatlakozik a görkoris csapathoz. |     |                                                                      |                 |                           |                                       |             |
| 287. | 17. | Megáll az ütő (Peter's Lost Youth)                                   | Julius Wu       | Danny Smith               | 2017. március 26. 2018. április 26.   | 2,17 millió |
| Peter magával viszi Loist a Detroit Red Sox csapatával nyert közös hétvégéjére, ahol a feleségét jobban kezdik el kedvelni, mint őt. Közben Meg vigyáz Stewie-ra, akinek nem tetszik a bánásmód, ezért megszökik. |     |                                                                      |                 |                           |                                       |             |
| 288. | 18. | Peter, a diri (The Peter Principal)                                  | Greg Colton     | Steve Callaghan           | 2017. április 30. 2018. május 3.      | 2,42 millió |
| Mikor Peter átmenetileg a James Woods Gimnázium igazgatója lesz, Meg ezt akarja felhasználni arra, hogy leállítsa a zaklatóit. Eközben Brian és Stewie panziót nyitnak, és közben meggyűlik a bajuk a prostituáltakkal. |     |                                                                      |                 |                           |                                       |             |
| 289. | 19. | Határtalan szerelem (Dearly Deported)                                | Jerry Langford  | Mike Desilets             | 2017. május 21. 2018. május 3.        | 2,14 millió |
| 290. | 20. | Egy fészekalja Peter (A House Full of Peters)                        | Joseph Lee      | Chris Sheridan            | 2017. május 21. 2018. május 10.       | 2,14 millió |
| Loisék telefonbetyárkodnak a férjeikkel de Peter túl komolyan veszi a dolgot: Lois azt hazudja a telefonba hogy ő Peter lánya. Peter elmegy egy spermabankba de kénytelen bevallani Loisnak az igazat. Mindeközben egy Katie nevű nő (aki totál úgy néz ki mint Peter) felkeresi Griffinéket azzal az indokkal hogy ő Peter lánya. Kiderül hogy Peternek rengeteg törvénytelen gyereke van. |     |                                                                      |                 |                           |                                       |             |